# Casa Vicens
Casa Vicens è un edificio modernista che si trova a Barcellona, nel quartiere di Gràcia.
Opera di Antoni Gaudí, fu il primo progetto importante dell'architetto. Venne costruita tra il 1883 e il 1885, anche se Gaudí elaborò il progetto originale tra il 1878 e il 1880. L'opera rientra all'interno di uno stile orientalista, vicino al neomudéjar, sebbene interpretato in modo personale con quell'originalità che Gaudí apportava ai suoi progetti. Qui Gaudí abbozzò per la prima volta alcuni degli elementi costruttivi che diverranno abituali nell'esplosione del Modernismo. All'epoca fu oggetto di numerose attenzioni e suscitò molto scalpore tra il pubblico contemporaneo. Nel momento in cui venne costruito l'edificio, Gràcia era ancora un nucleo urbano indipendente da Barcellona ed era un comune a sé stante, con lo status di cittadina, anche se attualmente è un quartiere della città.
Nel progetto originale vi era un grande spazio dedicato al giardino, oltre alla casa, ma con il tempo il terreno fu suddiviso in lotti e venduto per costruire edifici residenziali. Attualmente rimane solo la casa e un piccolo spazio circostante. Per utilizzare al meglio lo spazio, Gaudí realizzò un progetto composto da tre facciate; in corrispondenza della quarta facciata la casa era addossata al muro di mezzeria di un convento contiguo. Nel 1925 fu progettato un ampliamento della casa, commissionato a Gaudí, che però rifiutò; propose invece l'incarico a uno dei suoi discepoli, Joan Baptista Serra, che realizzò una nuova campata seguendo lo stile originale di Gaudí e incluse un'ulteriore facciata, dando origine così a un edificio libero sui quattro lati.
Questa costruzione appartiene alla fase orientalista di Gaudí (1883-1888), un periodo in cui l'architetto realizzò una serie di opere di spiccato gusto orientale, ispirate all'arte del Vicino e Lontano Oriente (India, Persia, Giappone), così come all'arte islamica ispanica, principalmente mudéjar e nasride. In quest'epoca, Gaudí utilizzò in abbondanza la decorazione in piastrelle ceramiche, così come archi a mitra, beccatelli di mattoni a vista ed estremità a forma di tempietto o cupola.
L'edificio fu dichiarato Monumento storico-artistico nel 1969 con il numero di registro 52-MH-EN, Bene di Interesse Culturale nel 1993 con il riferimento RI-51-0003823 e Patrimonio dell'umanità nel 2005 con il riferimento 320bis.

## Storia

### Prima opera di rilievo di Gaudí

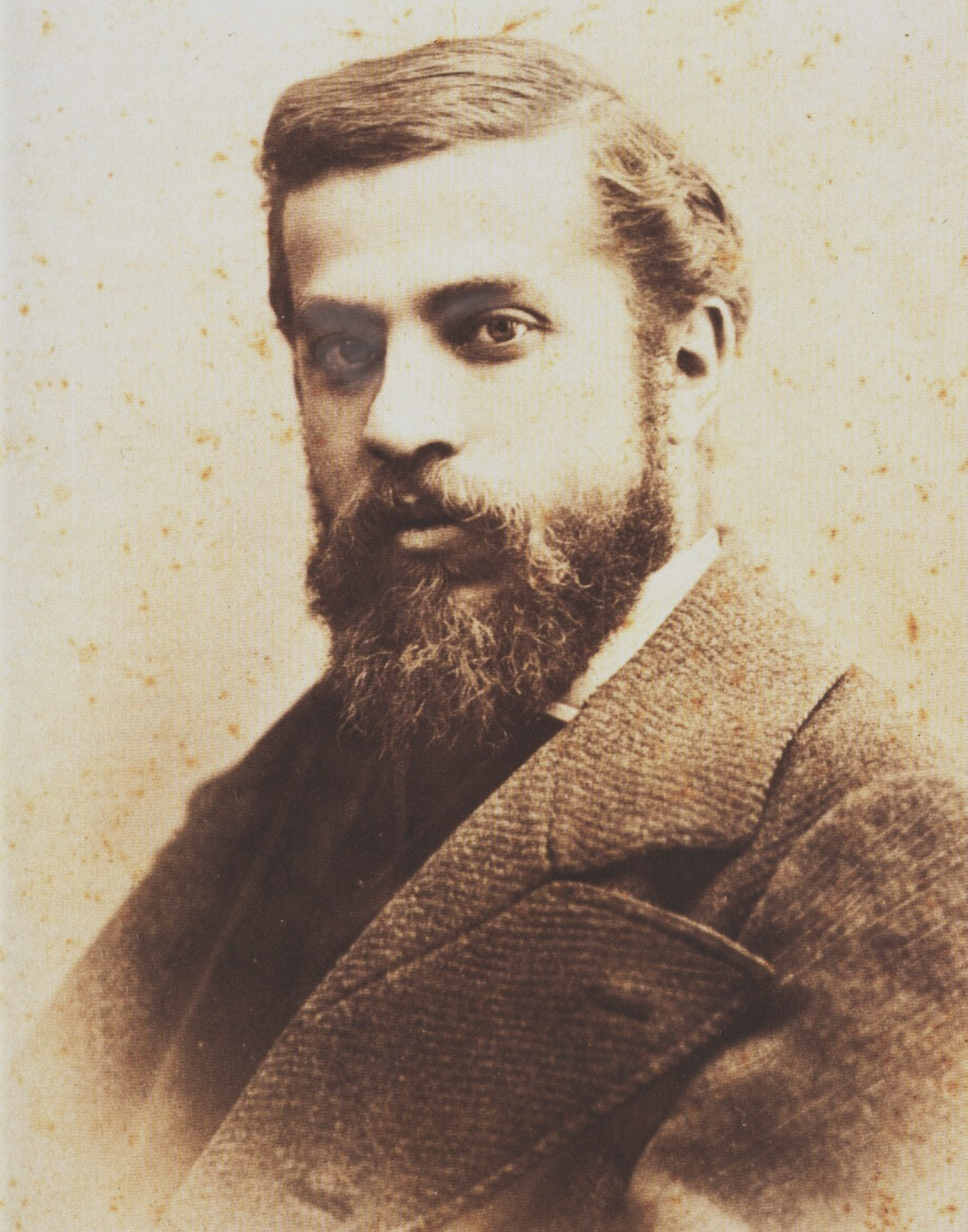
Antoni Gaudí

Antoni Gaudí (Reus o Riudoms, 1852-Barcellona, 1926) studiò architettura alla Escuela de la Lonja e alla Escola Tècnica Superior d'Arquitectura de Barcelona, dove si laureò nel 1878. Per pagarsi gli studi, Gaudí lavorò come disegnatore per diversi architetti e costruttori, come Leandre Serrallach, Joan Martorell, Emilio Sala Cortés, Francisco de Paula del Villar y Lozano e Josep Fontserè i Mestre. Una volta ottenuto il titolo di architetto nel 1878, i suoi primi lavori furono i lampioni per la Plaça Reial, il progetto del Quiosco Girossi, la vetrina per la Guantería Esteban Comella e i mobili per la cappella-pantheon del palazzo di Sobrellano a Comillas, tutti nello stesso anno in cui si laureò, così come la Cooperativa Obrera Mataronense (1878-1882), che fu il suo primo incarico importante, sebbene del progetto costruttivo fu realizzato solo un capannone. Le sue opere successive furono i mobili della Farmacia Gibert (1879), la decorazione della chiesa di San Paciano a Sant Andreu de Palomar (1879-1881) e della chiesa del Col·legi de Jesús i Maria di Tarragona (1880-1882).
Gaudí conciliò la costruzione di Casa Vicens con altri incarichi: nel 1883 si occupò dei lavori della Sagrada Família, iniziati l'anno prima con un progetto di Francisco de Paula del Villar y Lozano, il quale rinunciò poco dopo a causa di screzi con l'impresa costruttrice; Gaudí dedicherà il resto della sua vita alla costruzione del tempio, che sarà la sua opera maestra e la sintesi di tutte le sue invenzioni architettoniche. Ancora nel 1883 realizzò un progetto di retablo per la cappella del Santíssim Sacrament della chiesa parrocchiale di Sant Feliu d'Alella, così come le piantine topografiche della tenuta Can Rosell de la Llena a Gelida, e ricevette l'incarico di una villa annessa al palazzo di Sobrellano del marchese di Comillas (Antonio López y López), nell'omonima località cantabrica, nota come Il Capriccio, costruita tra il 1883 e il 1885 in uno stile orientalista simile a quello di Casa Vicens, dove risalta il suo rivestimento in ceramica. Con uno stile simile costruì i Padiglioni Güell di Pedralbes (1884-1887) dietro incarico di Eusebi Güell, il suo principale amico e mecenate.
Gaudí si trovava allora nel primo periodo della sua carriera, caratterizzata dall'utilizzo di un linguaggio architettonico di grande semplicità costruttiva, in cui la linea retta prevale sulla linea curva. Stilisticamente, corrisponde a una fase di influenza orientalista, in cui le forme strutturali e ornamentali rispecchiano l'amore per l'arte orientale, principalmente mudéjar, persiana e bizantina, come si nota in altre sue opere tra cui i Pavellons Güell, le Cantine Güell o Il Capriccio di Comillas. Gaudí aveva studiato l'arte neomudéjar nelle opere di Owen Jones, come Plans, elevations, sections and details of the Alhambra (1842), Designs for mosaics and tesselated pavements (1842) e Grammar of ornament (1856).
Il concetto che Gaudí aveva della casa familiare, e che mise in pratica nella costruzione di Casa Vicens, si concretizza in un articolo non pubblicato che scrisse nel 1881, intitolato La casa padronale (in catalano La casa pairal): "La casa è la nazione in scala ridotta della famiglia. La famiglia, come la nazione, ha una storia propria, relazioni esterne a essa, cambi di governo, ecc. La famiglia indipendente ha una casa propria, mentre quella che non lo è ha una casa in affitto. La casa di proprietà è il Paese natale, quella in affitto il Paese di emigrazione: per questo motivo la casa di proprietà è l'ideale di tutti. La casa di proprietà non può essere concepita senza famiglia, quella in affitto invece sì".

### L'incarico

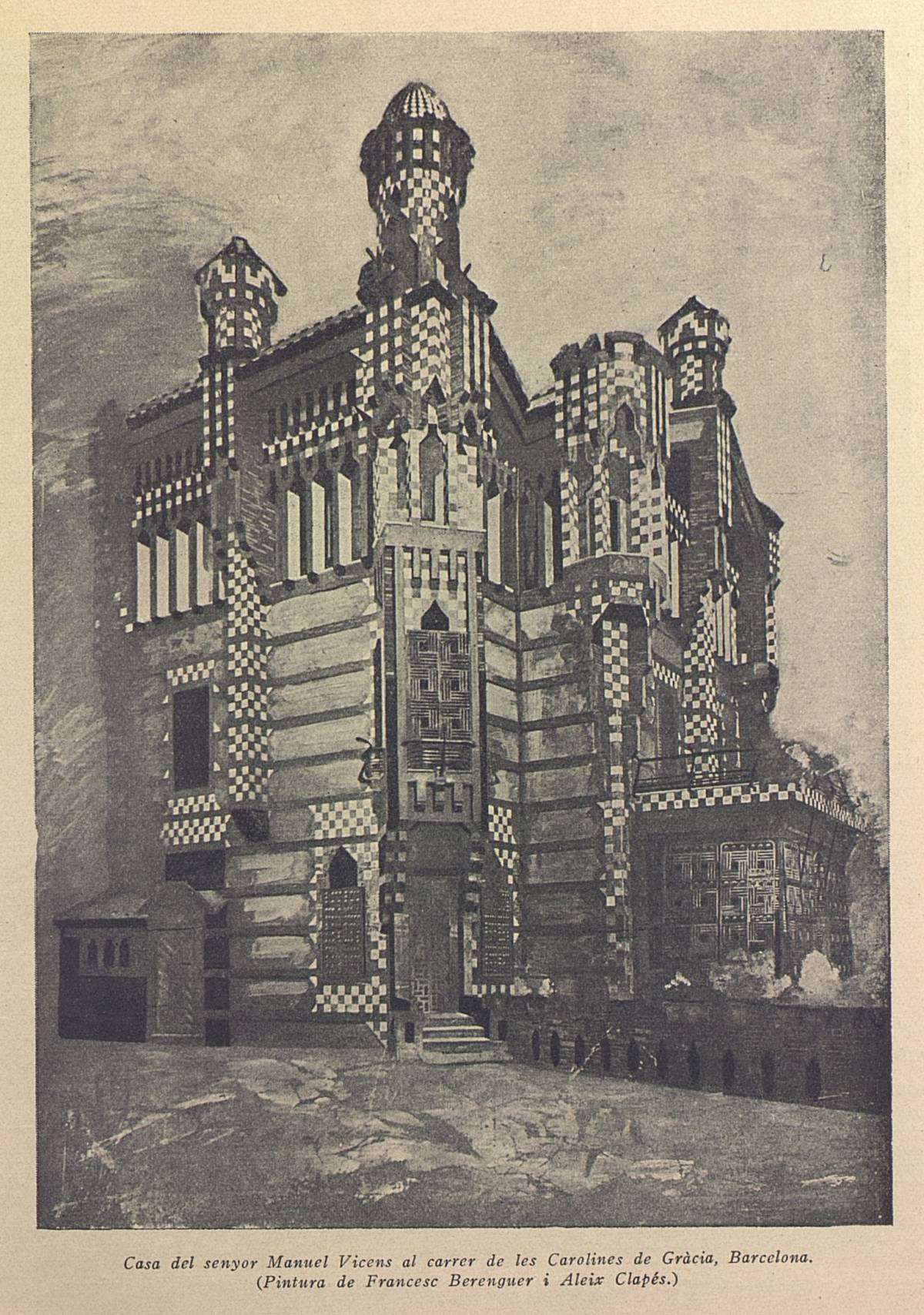
Disegno di Casa Vicens (1910), di Francesc Berenguer e Aleix Clapés

Gaudí ricevette nel 1878 l'incarico da parte di Manuel Vicens i Montaner di costruire una seconda residenza di villeggiatura della famiglia nella cittadina di Gràcia. Manuel Vicens (1836-1895) era agente di cambio, sebbene si abbiano poche informazioni su di lui. Dal suo testamento è noto che possedeva una casa ad Alella, oltre a due proprietà nel centro di Barcellona e alcuni terreni nella zona di Vallvidrera. Il terreno su cui si costruì la casa lo aveva ereditato Manuel Vicens da sua madre, Rosa Montaner i Matas, nel 1877. Morì il 29 aprile 1895, lasciando le sue proprietà alla vedova Dolors Giralt i Grífol.
Non si sa in che modo Vicens conobbe Gaudí, anche se è probabile che si incontrassero nei circoli culturali legati alla Renaixença che entrambi frequentavano. In seguito, Vicens e Gaudí instaurarono una relazione di amicizia e, in molte occasioni, l'architetto trascorse le vacanze estive nella casa che Vicens possedeva ad Alella, tra il 1880 e il 1890. Per questa casa, Gaudí ha progettato due mobili: un caminetto ad angolo in legno e metallo con le iniziali M.V. (di Manuel Vicens), attualmente conservata nella Casa Vicens; e un mobile ad angolo in legno di cedro con ottone dorato e le iniziali D.G. (di Dolors Giralt), acquistata da Casa Vicens all'asta nel 2023 per essere esposta dopo il restauro. Frutto di questi soggiorni fu un progetto di retablo che Gaudí realizzò nel 1883 per la chiesa di Sant Feliu d'Alella su incarico del parroco Jaume Puig Claret, che alla fine non venne portato a termine. Viene conservato un disegno in china su tela in scala 1:25.

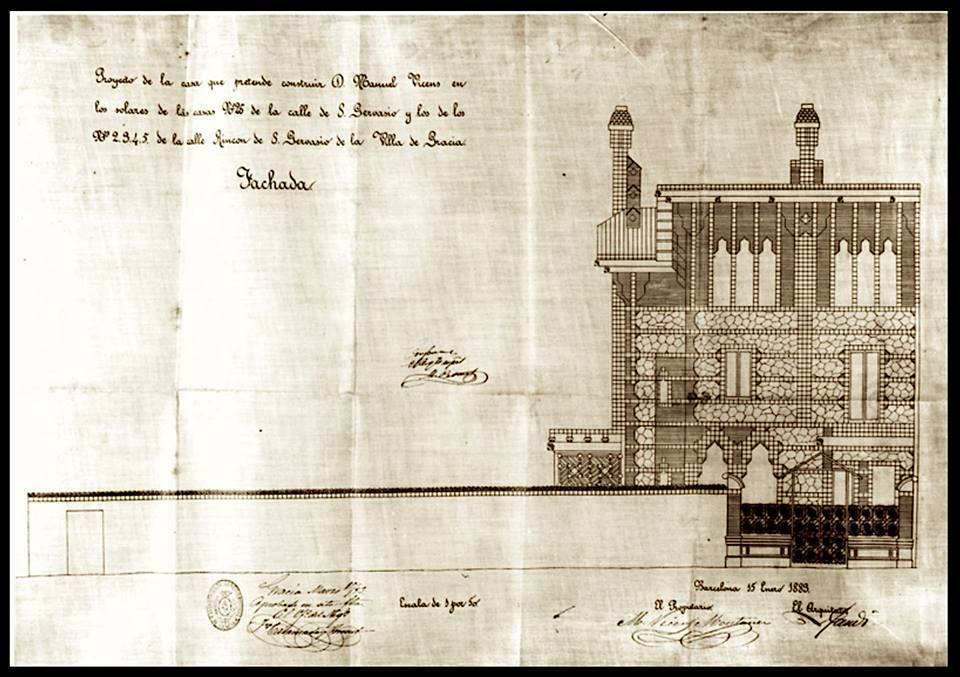
Facciata della Casa Vicens, firmata da Gaudí il 15 gennaio 1883

La cittadina di Gràcia era allora un'entità indipendente da Barcellona. Il suo nucleo abitativo si formò attorno al convento carmelitano di Santa Maria de Gràcia, noto come “els Josepets”, fondato nel 1630. Era una zona agricola, in cui sorgevano numerose masserie, che all'inizio del XIX secolo iniziò a urbanizzarsi e a dare vita a un incipiente tessuto industriale. La cittadina diventò parte di Barcellona nel 1897, insieme ad altri cinque nuclei urbani: Sants, Les Corts, Sant Gervasi de Cassoles, Sant Andreu de Palomar e Sant Martí de Provençals. A quel tempo, numerose famiglie della borghesia stabilivano a Gràcia la loro seconda residenza, poiché la cittadina univa la vicinanza alla città alla tranquillità di un paesino. La casa si trova nel Carrer de les Carolines, chiamato così nel 1908 in onore delle Isole Caroline, ex colonia spagnola; il nome anteriore era Sant Gervasi.
Il terreno originale si trovava tra il convento delle Figlie della carità di San Vincenzo de' Paoli, al cui muro di mezzeria venne addossata una facciata dell'edificio (lato nord-est), e una viuzza cieca, il Carrer Racó de Sant Gervasi, in seguito scomparsa. Questo terreno apparteneva a tre lotti che Agustí Maria Baró i Tastàs aveva acquistato tra il 1846 e il 1854, che includevano diverse costruzioni a un solo piano. Nel 1866 venne ereditato dalla madre di Manuel Vicens, Rosa Montaner i Matas, vedova di Onofre Vicens i Domènech. Dopo la morte della madre nel 1877, passò in eredità a Manuel Vicens. Non si sa se le costruzioni presenti nel terreno furono demolite o utilizzate in parte nel progetto di Gaudí. Nel 1876 e 1881, Vicens comprò due terreni contigui al Carrer Racó de Sant Gervasi, che consentirono di ampliare il giardino della proprietà.
Gaudí terminò il progetto della casa e del giardino nel 1880, nonostante le planimetrie siano state firmate nel 1883, data in cui furono presentate presso il Comune di Gràcia. Nel suo progetto unì una struttura architettonica relativamente semplice alla complessità di una decorazione accurata, in particolare per quanto riguarda l'uso delle piastrelle ceramiche. Stilisticamente, corrisponde in pieno alla sua fase orientalista, ma l'abbondante utilizzo delle arti decorative (ceramica, forgiatura, vetreria, ebanisteria) anticipa quella che sarà la sua epoca di splendore all'interno del Modernismo catalano. I lavori vennero eseguiti tra il 1883 e il 1885. Gaudí diresse personalmente i lavori: secondo la testimonianza di Joan Baptista Serra a George Collins nel 1959, l'architetto si sedeva sotto un parasole e supervisionava la costruzione, talvolta ordinando di demolire quanto considerava mal costruito.
Ai lavori parteciparono diversi artigiani con cui avrebbe collaborato abitualmente: ad esempio, lo scultore Llorenç Matamala, l'ebanista Eudald Puntí e il fabbro Joan Oñós, così come l'appaltatore Claudi Alsina. Della decorazione si incaricarono il pittore Francesc Torrescassana e lo scultore Antoni Riba.
Il terreno originale aveva le dimensioni di 30 × 34,5 m, con una superficie di 1035 m². La casa era dotata di tre facciate, poiché sul lato di nord-est era addossata a un muro di mezzeria di un convento vicino. Anche se l'ingresso si trovava sul lato sud-est, che si affacciava sul Carrer Racó de Sant Gervasi, la facciata principale era quella che si affacciava sul giardino, sul lato sud-ovest, che confinava con il Carreró del Racó de Sant Gervasi, lungo 35 m e largo 3,5 m. Nella casa, concepita come unifamiliare, vi era un sotterraneo adibito a cantina-magazzino; un piano principale composto da atrio, sala da pranzo, tribuna, sala fumatori (fumoir), cucina e lavanderia; un primo piano con stanze da letto, bagni, un'anticamera adibita a spogliatoio e una biblioteca; soffitte per alloggiare il personale di servizio; e una terrazza con una piccola passeggiata tra i tetti con camini e un tempietto nell'angolo nord-ovest. Vi era anche una scalinata di volta catalana con una zoccolatura di legno decorata, su ogni scalino, con piccoli dipinti a olio opera di Torrescassana, che andarono perduti durante la ristrutturazione del 1925.

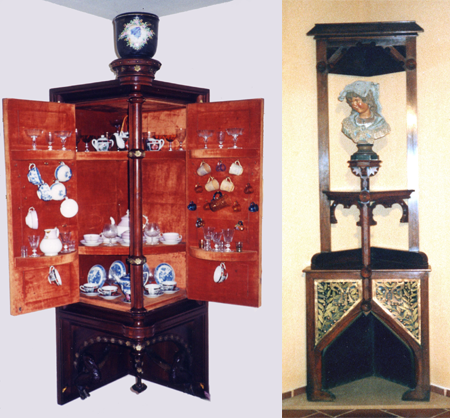
Mobili disegnati da Gaudí per la casa di Manuel Vicens a Alella

Gaudí progettò un insieme di pareti in muratura alternata a file di piastrelle, che riproducevano dei fiori di colore giallo tipici della zona (garofano indiano o Tagetes erecta), che Gaudí aveva trovato nel terreno della casa prima della costruzione e che volle riprodurre nel progetto finale. Si ispirò anche a una palma presente nel terreno per progettare la cancellata in ferro battuto dell'ingresso principale, a forma di foglie di palma nana (Chamaerops humilis). Così scrisse: "Quando andai a prendere le misure, il terreno era completamente coperto da questi fiorellini di colore giallo, che adottai come tema ornamentale nelle ceramiche. Vi era anche una esuberante palma, le cui foglie, fuse in ferro, formano la recinzione e la porta d'ingresso della casa".
Nella progettazione della casa Gaudí cercò di unire praticità ed estetica, comodità, igiene e benessere, oltre a una perfetta armonia con il giardino e l'ambiente circostante. Come in tutti i suoi progetti, pianificò ogni dettaglio e si occupò di aspetti quali l'illuminazione e la ventilazione, cercando di stabilire le condizioni ottimali per l'abitabilità della casa. Uno degli spazi più evocativi era la tribuna, situata accanto alla sala da pranzo, che si apriva sul giardino tramite gelosie di legno di ispirazione orientale che, quando erano aperte, lasciavano questo spazio all'aperto. Qui si trovava una fontanella d'acqua formata da una vasca in stile rinascimentale e un'inferriata metallica di forma ellittica, simile a una ragnatela, che trasformava l'acqua in una sottile lamina che, quando attraversata dalla luce, scomponeva quest'ultima nei colori dell'arcobaleno.

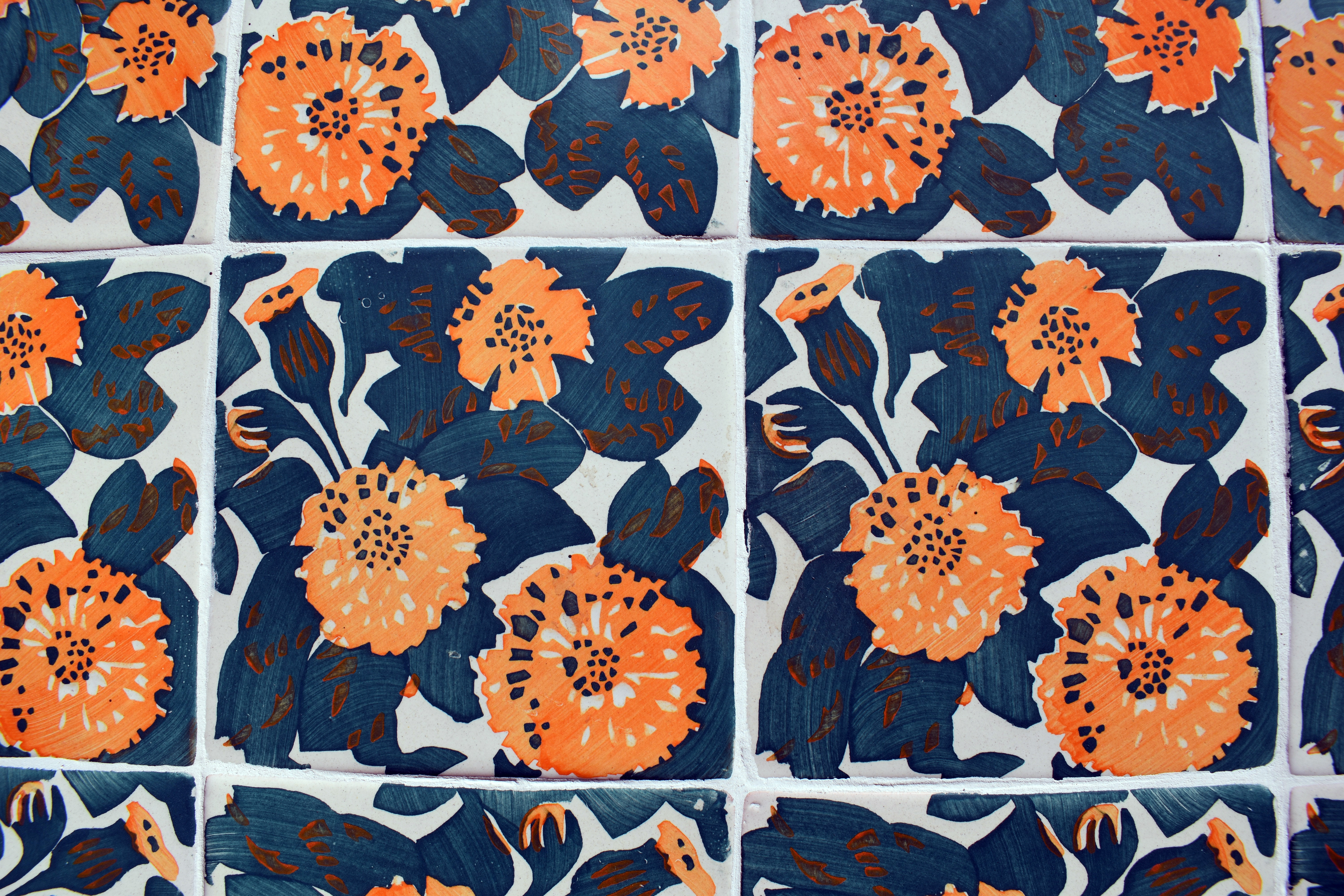
Piastrelle con motivi di garofani. Gaudí ha affermato di aver trovato questi fiori sul sito da costruire e ha voluto rendere loro omaggio

L'antico giardino comprendeva tre zone: quella che separava la casa dalla strada; quella che si trovava di fronte alla zona del piano di principale, formata da aiuole circolari di palme; e una laterale che ospitava gli alberi da frutta. Il giardino della casa fu progettato da Gaudí con estrema cura, poiché in una residenza di villeggiatura estiva tale spazio era molto importante come luogo di svago. Insieme agli elementi naturali risaltavano in particolare altri due elementi: una fontanella di mattoni e ceramica all'ingresso e una cascata monumentale, anch'essa di mattoni. La cascata aveva la stessa altezza della casa ed era formata da un grande arco catenario che sorreggeva una struttura di falsi archi di mattoni che formavano due logge di pilastri alternati, con due scale laterali. Nella parte superiore, due depositi d'acqua facevano scendere una sottile pioggerellina su una grotta di rocaille. Nelle vele dell'arco si trovavano dei bassorilievi di terracotta dello scultore Antoni Riba, che rappresentavano dei bambini che nuotavano. Nel progetto di Gaudí, questa cascata era unita al muro perimetrale, ma nell'ampliamento del 1925 rimase una struttura a sé stante. Fu demolita nel 1946, quando venne venduta una parte del giardino per la costruzione di edifici residenziali. Il giardino era dotato di un'altra fontana all'ingresso principale, formata da due vasche sovrapposte: quella inferiore più grande e di forma cilindrica, rivestita di stucco e, nella parte superiore, di piastrelle con motivi di tagete; quella superiore a forma di prisma ottagonale, di dimensioni 75 × 45 cm, rivestita di piastrelle ceramiche con motivi di fiori e foglie di girasole e che fu eliminata durante l'ampliamento del 1925.

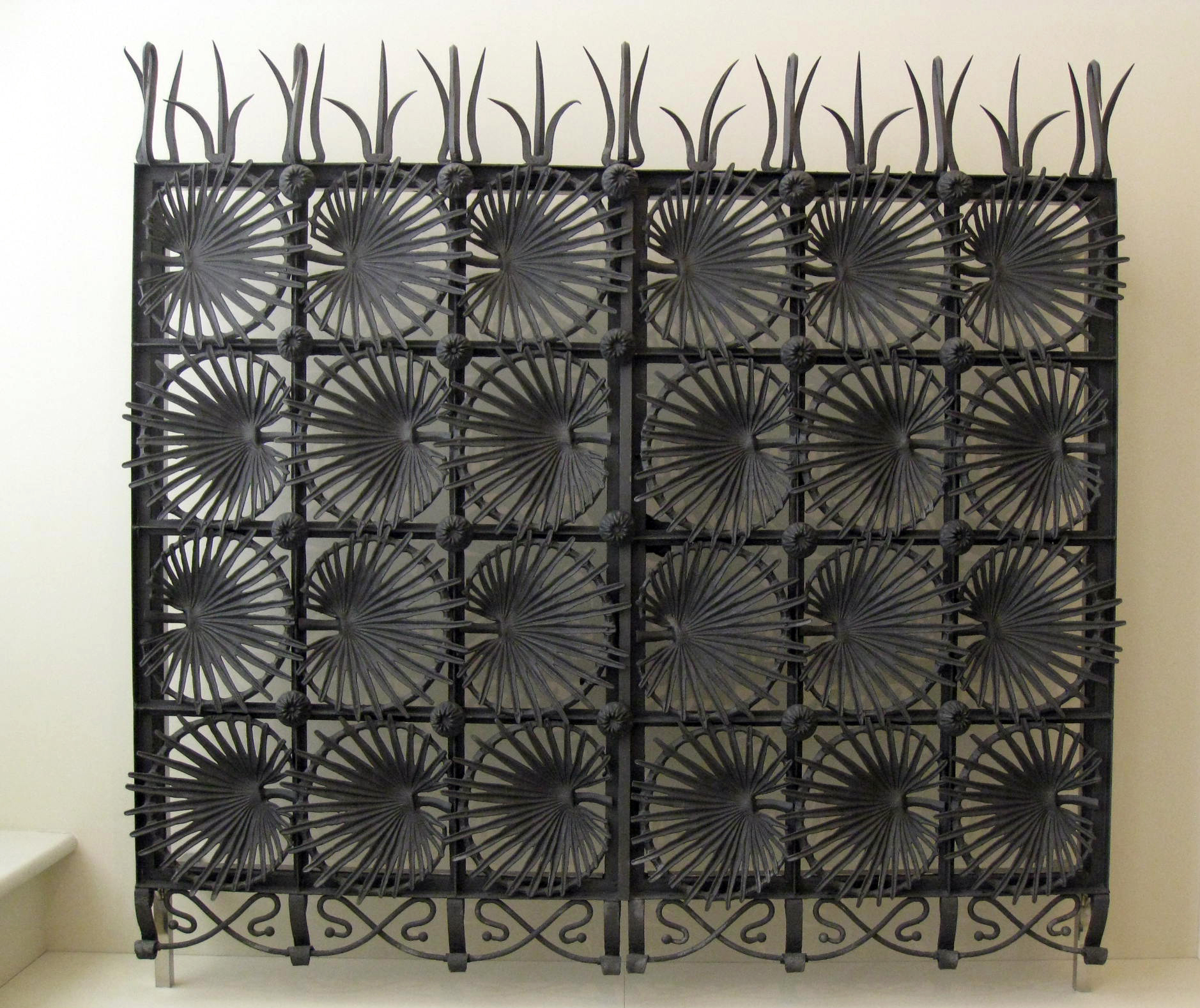
Sezione della grata di palma nana conservata nel Museo nazionale d'arte della Catalogna

La recinzione perimetrale della casa era formata da un muro di pietra in calcinacci con merli semiellittici e da un'inferriata di ferro battuto decorata con motivi di foglia di palma nana e tageti, sulla cui sommità si trovavano spuntoni a forma di tridente, proprio in corrispondenza dell'ingresso principale. Nell'angolo sud-ovest vi era un piccolo tempietto che fungeva da belvedere, composto da due colonne di mattoni e tre di pietra (quella centrale doppia) che sorreggevano una struttura di mattoni a forma di L con archi ciechi, e coronato a due acque con elementi ceramici. La cancellata originale misurava 30 × 34,50 m e ogni cornice aveva le dimensioni di 0,49 × 0,49 × 0,12 cm. Il disegno dell'inferriata fu tracciato da Gaudí nella planimetria della facciata conservata nell'Arxiu Històric de Catalunya, firmata da Gaudí e Vicens il 15 gennaio 1883. Su questo disegno lo scultore Llorenç Matamala realizzò uno stampo in gesso, che successivamente il forgiatore Joan Oñós fuse in ferro. Secondo il disegno di Gaudí, le foglie dovevano essere collocate in diagonale, ma infine furono collocate in orizzontale alternando un allineamento a sinistra e uno a destra. Dopo l'ampliamento della proprietà nel 1925, il muro di pietra fu sostituito da nuove sezioni della cancellata di palma nana che circondavano allora tutto il perimetro. Tuttavia, in seguito alla vendita di varie zone del giardino a uso costruttivo, diverse sezioni della cancellata furono smontate. Alcune furono ricollocate nella porta di accesso al Parco Güell e nella casa Larrard, dove abitava Eusebi Güell, all'interno del parco stesso (l'attuale scuola Baldiri Reixac), mentre alcune parti sono conservate nella Casa-Museu Gaudí.
In un terreno annesso a Casa Vicens, al numero 28 del Carrer de les Carolines, si trovava da tempo una fonte di acqua minerale chiamata fonte di Santa Rita. Era abitudine dei residenti, il 22 maggio, giorno di Santa Rita, recarsi a bere l'acqua della fonte. Nel 1895 l'acqua fu dichiarata di utilità pubblica e iniziò a essere venduta. Quando nel 1925 Joan Baptista Serra iniziò l'ampliamento di Casa Vicens, costruì una cappella dedicata a Santa Rita nel luogo stesso in cui si trovava la fonte. Nel 1963 la cappella fu demolita per costruire un nuovo edificio residenziale.

### Ampliamento ed evoluzione posteriore

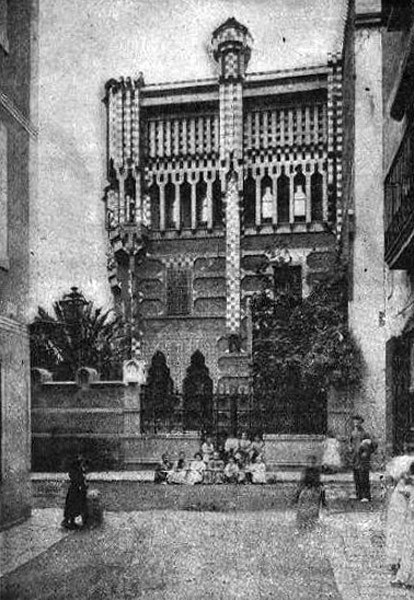
La casa nel 1898, in una foto pubblicata sul settimanale La Campana de Gracia

Nel 1899, la vedova di Manuel Vicens, Dolors Giralt i Grífol, vendette la casa al dottor Antonio Jover Puig per 45 000 pesetas. Antonio Jover (Barcellona, 1855-1930) fu uno stimato pediatra, laureato presso la Università di Barcellona nel 1876. Recatosi a Cuba, insegnò presso la Università dell'Avana fino all'indipendenza dell'isola, dopodiché tornò in Spagna. La fortuna che aveva accumulato oltreoceano, come altri suoi contemporanei, gli permise di acquistare Casa Vicens. Rappresentò diversi interessi commerciali spagnoli a Cuba e, anche dopo la sua indipendenza, trascorse periodi sull'isola. Fu anche presidente del Casino Español de La Habana e del Cercle Català. Stabilitosi definitivamente a Barcellona nel 1924, fu consigliere del Comune di Barcellona dal 1924 al 1930 e vice sindaco con il barone de Viver (Darius Rumeu i Freixa). Nel 1908 il dottor Jover vendette la casa a suo fratello, José Jover, riservandosi il diritto di usufrutto; alla morte di quest'ultimo nel 1913, non avendo discendenti, la casa fu ereditata da Ángela González Sánchez, la moglie di Antonio Jover.
Nel 1925, il dottor Jover progettò un ampliamento dell'edificio con l'obiettivo di trasformarlo in prima residenza. A tal fine acquistò un terreno attiguo al muro di mezzeria con il convento, di 212,88 m², corrispondente ai numeri civici 18-20 del Carrer de les Carolines. Acquistò anche il terreno situato tra il Carreró del Racó de Sant Gervasi e la Avinguda de la Riera de Cassoles, e ottenne che il carreró fosse dichiarato come eccedente dallo spazio pubblico, così da poter ampliare il giardino in tutta quella superficie. In quel momento la proprietà raggiunse la sua massima estensione, pari a 1738 m². Per realizzare l'ampliamento della casa si rivolse a Gaudí, ma quest'ultimo rifiutò l'incarico poiché a quell'epoca si dedicava completamente alla Sagrada Família. Al suo posto raccomandò uno dei suoi discepoli, Joan Baptista Serra, che disegnò la metà destra della facciata seguendo lo stile di Gaudí.
Joan Baptista Serra de Martínez (Barcellona, 1888-1962) studiò alla Escola Superior d'Arquitectura di Barcellona, dove si laureò nel 1914. Quello stesso anno conosce Gaudí nella chiesa di Sant Just i Pastor, dove disquisiscono di musica. Il suo stile eclettico ha visto l'influenza di Modernismo, Noucentisme, Classicismo e architettura moderna europea. Una delle sue prime opere fu la casa Cucuruy a Barcellona, a cui seguirono, tra le altre, la sua propria casa, la Villa Mercedes, nel Carrer Escoles Pies; la casa di Eduard Schäfer, nel carrer Copèrnic; e la casa Valentí Soler, nella Via Laietana. Fu architetto municipale di Montcada i Reixac, Ripollet, Begues, Molins de Rei e Sant Feliu de Codines, dove realizzò diverse opere, come il Mercato di Ripollet, l'urbanizzazione di Begues, un edificio scolastico e un progetto di risanamento e pavimentazione di Molins de Rei, e le chiese di Santa Engràcia e del Sagrat Cor di Montcada i Reixac.

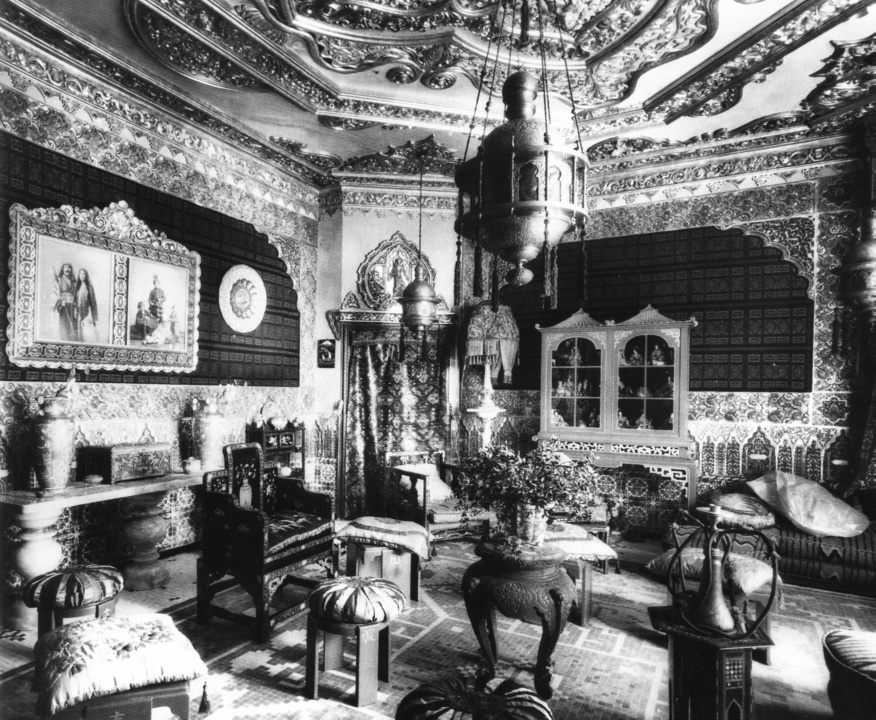
Foto storica degli interni di Casa Vicens

Serra costruì la parte destra dell'edificio, se osservato dal Carrer de les Carolines, percettibile perché il suo volume sporge leggermente sulla strada rispetto alla parte costruita da Gaudí. La divisione è tangibile anche a causa della diversa disposizione delle piastrelle, poiché Gaudí le alternava per apportare maggiore dinamismo, mentre Serra le collocò in modo uniforme. L'ampliamento ebbe luogo tra il 1925 e il 1927.
L'ampliamento venne effettuato dal lato in cui si trovava il muro di mezzeria con l'antico convento, per cui fu edificata una nuova facciata e l'edificio divenne libero sui quattro lati. All'angolo della via, Serra collocò una torre a forma di tempietto uguale a quella che Gaudí aveva sistemato all'estremità opposta. La ristrutturazione seppe trasformare una casa unifamiliare in tre abitazioni indipendenti, una su ogni piano. A tal proposito, la scalinata originale disegnata da Gaudí venne sostituita da una conforme alla nuova finalità.
Anche la tribuna fu oggetto di intervento: qui le gelosie di legno furono sostituite da una vetrata che chiudeva completamente lo spazio, per cui si perse l'idea originale di uno spazio che si collegava direttamente al giardino. Fu eliminata anche la fontanella d'acqua, uno degli elementi più evocativi del progetto di Gaudí.
Sul lato sud-ovest, una volta sparito il callejón, venne demolito il muro perimetrale, che fu sostituito da nuove sezioni della cancellata di palma nana. La cascata addossata al muro non venne modificata, ma rimase come struttura a sé stante, e fu aperto l'arco parabolico sul lato contrario; la rocaille alla base invece fu eliminata e una piscina prese il suo posto. Inoltre, parte della struttura della cascata fu rivestita da piastrelle, che imitavano quelle presenti nella casa.
Serra costruì anche un tempietto all'estremità del giardino che si affacciava sulla Avinguda de la Riera de Cassoles, in cui si trovava l'antica fonte di Santa Rita. A pianta circolare, era rivestito di piastrelle di colore giallo e aveva una cupola emisferica, rivestita di piastrelle, sulla cui estremità vi era una lanterna con una croce in cima. Fu demolito nel 1963; attualmente al posto dell'antico giardino si trovano edifici residenziali.

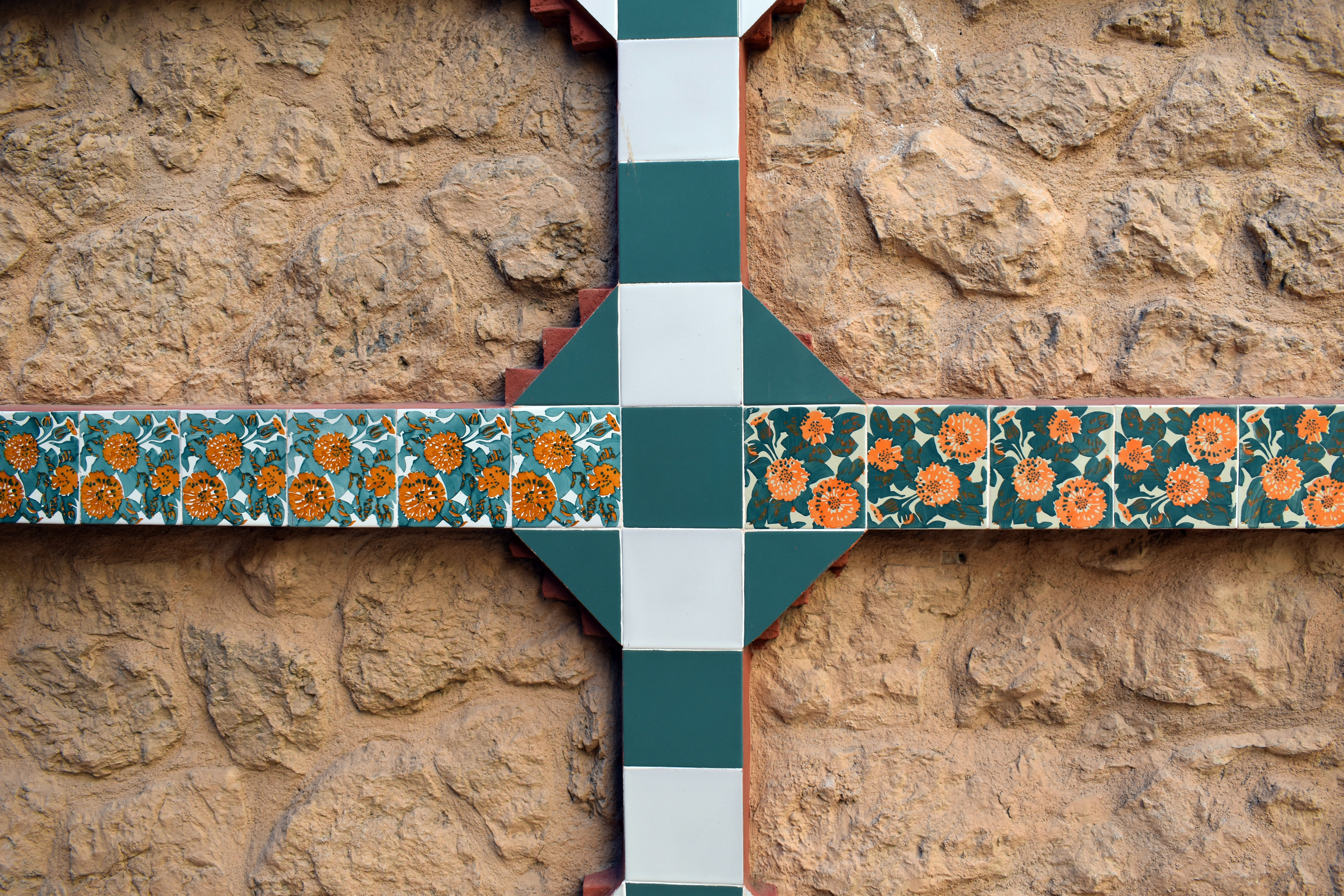
La fascia verticale segna il passaggio tra la parte originale di Gaudí (a destra) e l'ingrandimento di Serra (a sinistra). Si noti che Gaudí alternava la posizione delle tessere per dare dinamismo, mentre Serra le disponeva uniformemente

Il Carrer de les Carolines fu allargato nel 1925, per cui la casa rimase al livello della strada. La porta d'ingresso venne spostata sulla facciata sud-ovest, dove si trova la tribuna, nel luogo prima occupato da una finestra del vestibolo, e fu costruita una terrazza con scale per accedervi. L'antico portone fu trasformato in una doppia portafinestra con inferriate in ferro battuto. Scomparve anche una porta secondaria per il personale di servizio che si trovava accanto al muro di mezzeria del convento (attualmente una finestra), così come una terrazza situata sopra questo ingresso da cui si accedeva a una delle stanze da letto del secondo piano, sostituita da un balcone. L'ingresso principale della strada venne spostato leggermente a sinistra e fu abbellito da due lampioni realizzati dal forgiatore Bonaventura Batlle. All'angolo del Carrer de les Carolines con la Avinguda de la Riera de Cassoles fu costruito un ingresso, identico a quello principale. Il tempietto belvedere all'angolo del Carreró del Racó de Sant Gervasi rimase al suo posto, ma come un elemento del muro a causa della scomparsa del carreró. Infine, fu eliminata la fontanella situata all'ingresso, che si trovava nella porzione scomparsa del lato sud-est in seguito all'ampliamento del Carrer Sant Gervasi.
All'interno della casa, l'intervento di Serra fu più misurato rispetto all'esterno; qui impiegò i nuovi materiali costruttivi dell'epoca, come longherine di ferro con spazi tra le travi formati da mattoni di riempimento (nei soffitti). Al posto dell'antica scalinata disegnata da Gaudí creò un patio interno che conferiva luce alle stanze contigue e collocò una nuova scalinata nella parte ampliata. Il sotterraneo perse una stanza a causa dell'allargamento della strada, ma ne acquisì un'altra sotto la nuova terrazza creata all'ingresso principale. Le finiture interne della parte ampliata furono più semplici di quelle del progetto di Gaudí, basandosi essenzialmente su pavimenti a mosaico, pareti ingessate e dipinte e controsoffitti in gesso con modanature perimetrali. I bagni erano rivestiti di piastrelle di origine andalusa con fiori e un melograno al centro.

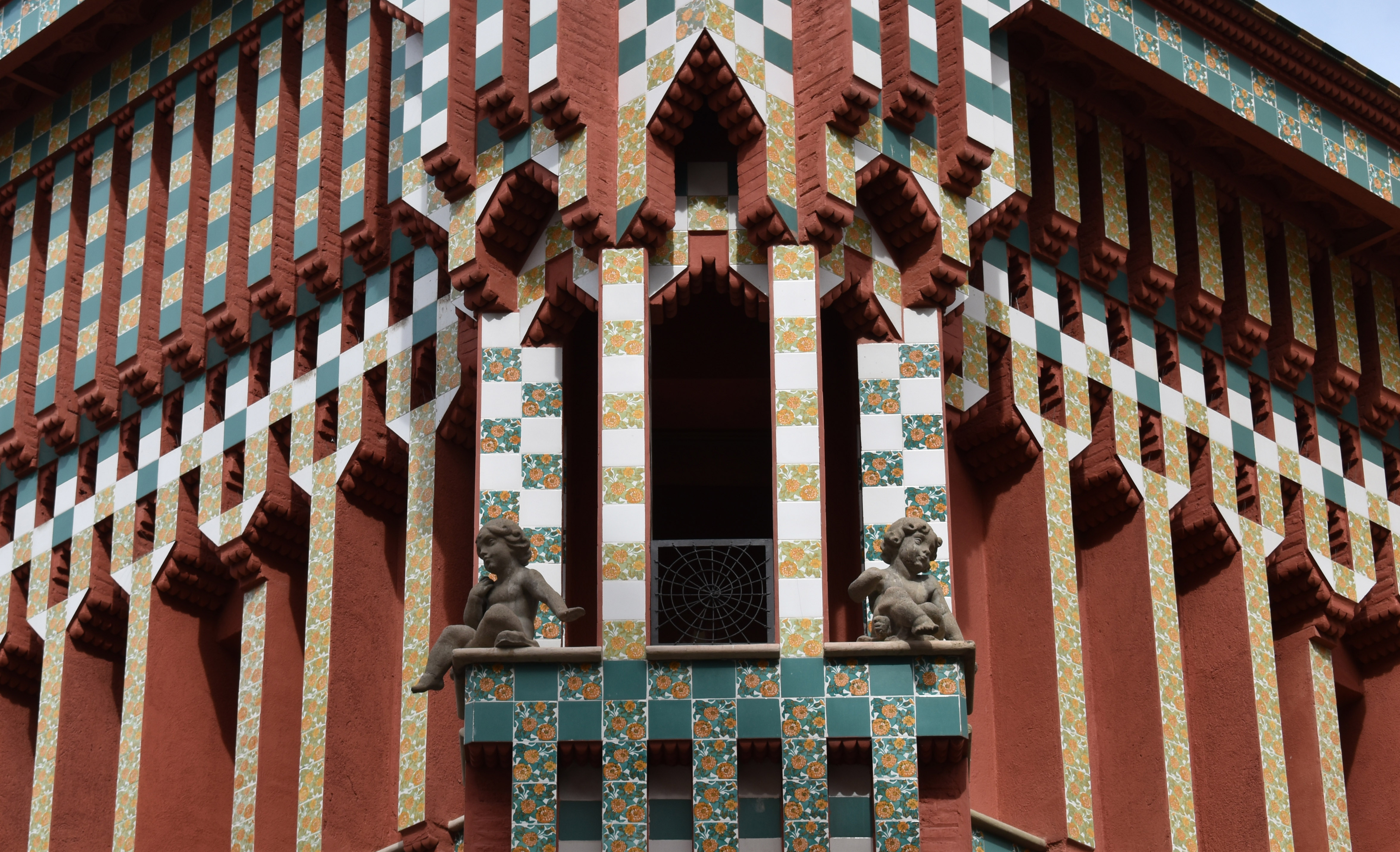
Putti di terracotta situati nell'angolo corrispondente all'estensione della Serra, a imitazione degli originali di Antoni Riba del progetto gaudiniano

Nel 1927, il Comune di Barcellona concesse a Casa Vicens il Premio al migliore edificio, grazie alla ristrutturazione e all'ampliamento realizzati da Joan Baptista Serra, sebbene si riconoscesse in modo secondario anche l'opera di Gaudí. Il premio, di 1000 pesetas, fu assegnato il 5 marzo 1929. Gaudí aveva vinto questo premio nel 1900 per la casa Calvet, una delle sue opere più conservatrici.
L'edificio fu oggetto di un nuovo ampliamento nel 1935, quando l'architetto Francisco Víctor Ortenbach Bertran fu incaricato di aggiungere un nuovo blocco al pianterreno, sul lato della facciata est.
Nel 1946 si vendette una parte del giardino, tra cui la cascata (che fu demolita) e l'antico belvedere, per la costruzione di edifici residenziali. La porzione del giardino che includeva la cappella di Santa Rita rimase separata dal resto.
Nel 1962 morì la vedova del dottor Jover, Ángela González Sánchez, lasciando come eredi i figli Antonio, Gaspar, María de la Paloma e Fabiola. In seguito alla spartizione dei suoi beni, Casa Vicens andò a Fabiola, sposata con il ginecologo Antonio Herrero López (Saragozza, 1914-Barcelona, 2004), che vi stabilì il proprio studio medico. L'anno dopo un'altra parte del giardino fu venduta per la costruzione di edifici residenziali e fu demolita la cappella di Santa Rita. Si smontò buona parte della cancellata di palma nana, e alcune sue porzioni furono collocate in seguito in diversi punti del Park Güell. La proprietà assunse allora le dimensioni attuali e l'architetto Antonio Pineda Gualba si incaricò, nel 1964, di ristrutturare il sotterraneo e il pianterreno. Si aprì allora un ingresso al sotterraneo al livello della strada, sotto la scala della porta principale.
La casa fu ristrutturata nel 1997 con un progetto di Ignacio Herrero, membro della famiglia proprietaria, architetto di professione. L'intervento si concentrò particolarmente sulle facciate e sul tetto.
Nel 2001, alla morte di Fabiola, l'eredità passò ai suoi figli Antonio, Ignacio, Carlos María e Javier Herrero Jover.

### Riconoscimenti
Casa Vicens fu dichiarata Monumento storico-artistico in virtù del decreto 1794/1969 del 24 luglio 1969 (Boletín Oficial del Estado del 20 agosto 1969). Insieme a questo edificio furono insignite anche altre opere di Gaudí: il Tempio Espiatorio della Sagrada Família, il Parco Güell, il Palazzo Güell, la Casa Milà, la Casa Batlló, il Portal Miralles, la Casa Calvet, la Casa Figueras (Bellesguard), i Padiglioni Güell e il Collegio Teresiano a Barcellona; la cripta della Colonia Güell a Santa Coloma de Cervelló; la Cooperativa Obrera Mataronense a Mataró; la Casa Botines a León; il Palazzo episcopale di Astorga; Il Capriccio di Comillas; e gli elementi liturgici che si trovano nella cappella maggiore della Cattedrale di Santa Maria (Palma di Maiorca). Nel decreto si afferma che "l'opera di Gaudí è di eccezionale interesse all'interno dell'architettura contemporanea. In essa convivono la meccanica, la costruzione e l'estetica per giungere a un grado elevato di sincerità. Il tratto distintivo presente in tutta la sua opera fa di Gaudí un innovatore di forte personalità; ciò non gli impedisce di fondare molte delle sue soluzioni originali sulla tradizione architettonica, concretamente sullo stile gotico caratteristico della regione catalana. La figura di Gaudí, valorizzata straordinariamente in tutto il mondo, ha fatto sì che la sua opera rappresenti l'esponente più interessante e durevole di movimenti artistici famosi della nostra epoca". Allo stesso modo, definisce Casa Vicens come "una delle prime pietre miliari del Modernismo di ispirazione orientale, con la novità delle facciate policrome con materiali naturali in diverse texture combinate con ceramica invetriata".
Nel 1993 fu dichiarata Bene culturale di interesse nazionale (BCIN), secondo quanto stabilito nella Ley 9/1993 del 30 settembre sul Patrimonio culturale catalano.
Nel luglio 2005 Casa Vicens fu dichiarata dall'UNESCO Patrimonio dell'umanità. Altre tre opere di Gaudí ricevettero questo riconoscimento: la facciata della Natività, la cripta e l'abside del Tempio Espiatorio della Sagrada Família e la Casa Batlló a Barcellona, e la cripta della Colonia Güell a Santa Coloma de Cervelló; prima di queste, era stata la volta del Park Güell, del Palau Güell e della Casa Milà nel 1984. Nella sua dichiarazione, l'Unesco affermò che "queste opere testimoniano l'eccezionale contributo delle creazioni di Gaudí all'evoluzione dell'architettura e delle tecniche di costruzione alla fine del XIX e all'inizio del XX secolo. Sono l'espressione di uno stile eclettico e personalissimo a cui l'autore diede libero sfogo non solo nell'architettura, ma anche nella progettazione di giardini, nella scultura e in molte altre arti decorative".

### Vendita, ristrutturazione e apertura al pubblico
Nel 2014, la famiglia Herrero Jover vendette Casa Vicens alla banca andorrana MoraBanc, che trasformò l'edificio in una casa-museo in seguito a lavori di ristrutturazione. Aprì le sue porte al pubblico il 16 novembre 2017.
La ristrutturazione fu realizzata dagli architetti Elías Torres e José Antonio Martínez Lapeña, insieme a David García della ditta Daw Office S.L.P., tra il 2015 e il 2017. In altri interventi, l'antica scalinata fu sostituita da una più moderna e idonea al nuovo uso della casa come museo, e si installò un ascensore. I volumi aggiunti nel 1935 e nel 1964, che avevano snaturato l'opera originale di Gaudí, furono eliminati. Un altro intervento riguardò la tribuna, dove si sostituì il sistema di chiusura mediante vetrata con un sistema di controfinestre basculanti con gelosie di forma geometrica e si recuperò la sorgente d'acqua, come nel progetto originale di Gaudí.

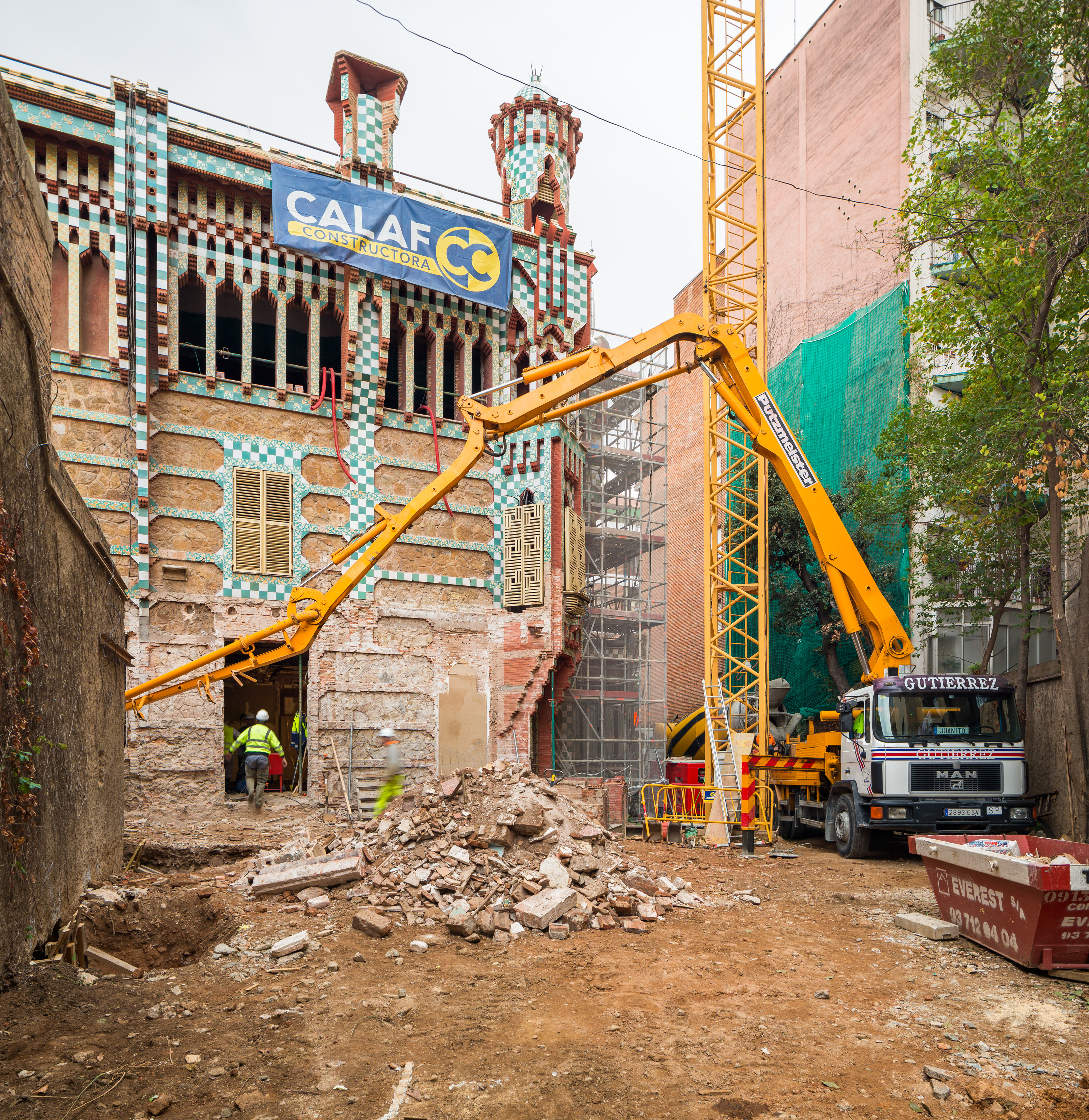
Casa Vicens durante i lavori di restauro

Poiché il percorso è incentrato sugli spazi del progetto originale di Gaudí, l'ampliamento realizzato da Serra nel 1925 fu trasformato in una zona per accogliere i visitatori al pianterreno e per ospitare esposizioni permanenti e temporanee al primo e al secondo piano. Nello spazio espositivo al secondo piano è conservato un camino realizzato da Gaudí per la casa di Manuel Vicens ad Alella, oltre alle planimetrie del progetto disegnate da Gaudí e a un plastico in scala 1:33 della proprietà. L'esposizione comprende anche materiali audiovisivi del progetto di Gaudí. Nel sotterraneo si trova attualmente un negozio-libreria e, in uno spazio del giardino, una caffetteria.
Durante il processo di riabilitazione sono stati restaurati i dipinti di Torrescassana, un processo realizzato dalla ditta Policromia in collaborazione con il Centre de Restauració de Béns Mobles della Generalitat de Catalunya. I lavori hanno implicato la pulizia delle tele, il ritocco dello strato pittorico e il rafforzamento del supporto. Il restauro di alcune piastrelle ceramiche deteriorate è stato realizzato da Manel Diestre, del laboratorio di ceramica Sot, utilizzando la stessa tecnica di stampo di quelle originali. Anche le lampade della casa sono state oggetto di restauro da parte degli architetti responsabili della riabilitazione, in collaborazione con specialisti in diverse tecniche, come legno, ceramica, metallo, pittura murale, tela e pietra.
Il progetto di restauro è stato tra i finalisti del premio FAD di Architettura nel 2018, così come della XI Bienal Iberoamericana de Arquitectura y Urbanismo nel 2019. Ha vinto il premio Riabilitazione nella Prima Edizione dei Premios Lledó Arquitectura Ibérica nel 2018 ed è stato premiato in occasione della XIV Bienal Española de Arquitectura y Urbanismo 2016-2017 nel 2018. Secondo la giuria di FAD, "gli architetti hanno progettato una riabilitazione integrale e molto attenta di questa prima opera di Gaudí".
Dopo aver ritrovato alcune planimetrie originali disegnate da Gaudí, nel 2019 è stata creata una ricostruzione della cascata progettata dall'architetto per il giardino, che si trova nel Museu Agbar de les Aigües a Cornellà de Llobregat.

## Descrizione

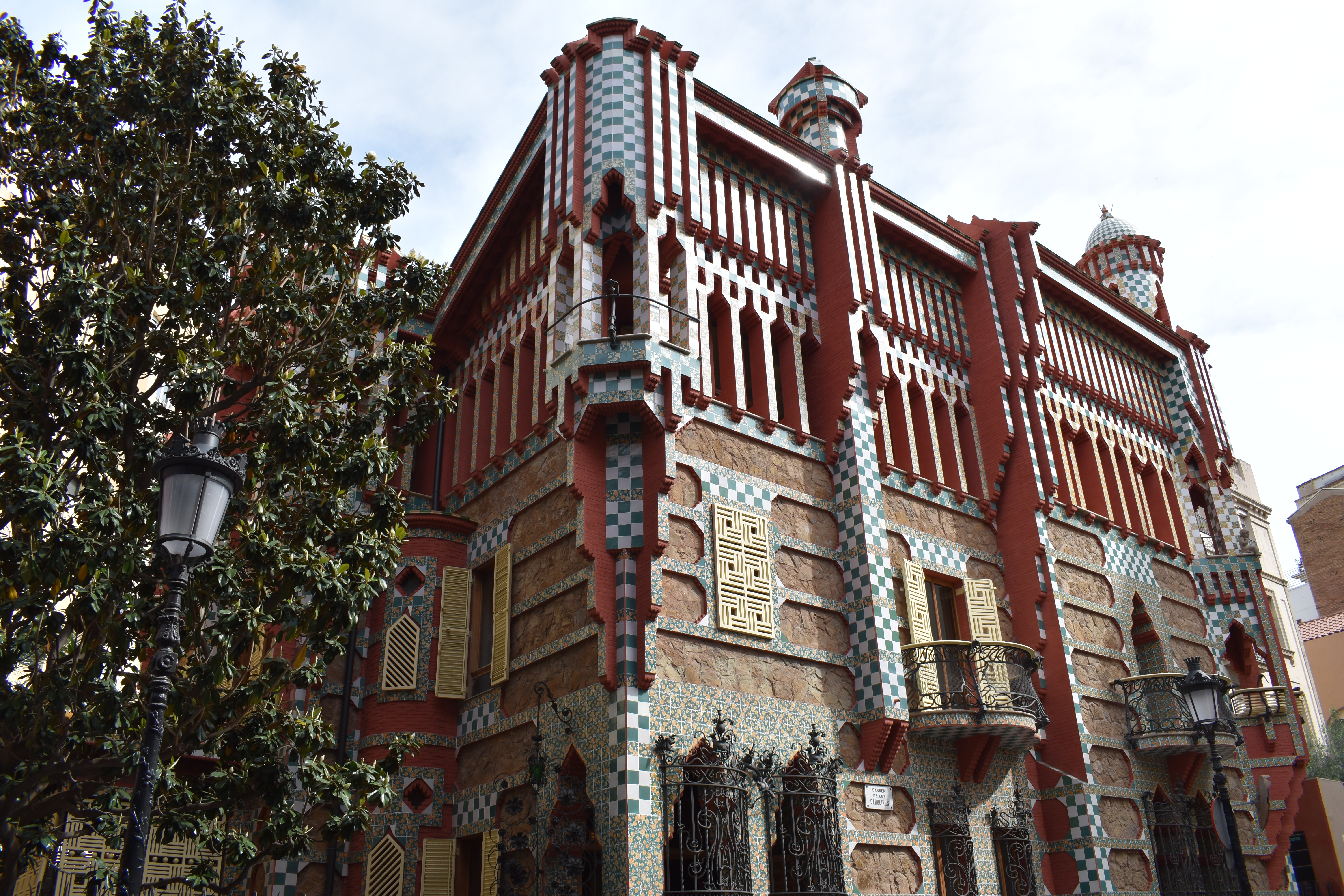
Vista dalla strada delle Caroline

Il terreno attuale ha una superficie di 711 m² e la superficie costruita è di 1239 m². È suddivisa in quattro livelli o piani: un sotterraneo da utilizzare come cantina e magazzino; due piani destinati ad abitazione, il primo con cucina, sala da pranzo e varie sale, il secondo per le stanze da letto; e soffitte adibite al personale di servizio. Gaudí impiegò la tecnica tradizionale catalana di costruzione di muri portanti e perimetrali con mattoni di riempimento e longherine di legno, lontano tuttavia da quelle che saranno le sue future soluzioni costruttive basate sulla geometria regolare, anche se nella cascata del giardino utilizzò già l'arco parabolico, uno dei suoi tratti distintivi futuri. Nei muri combinò muratura, mattoni a vista e piastrelle ceramiche.
L'idea era quella di un edificio estivo, integrato nel giardino circostante. La struttura si basa sulla linea retta, contrariamente alla preferenza per la linea curva che mostrerà in seguito, a cui però conferisce dinamismo attraverso i volumi di sporgenze e rientranze. L'edificio trasmette una sensazione di continuità spaziale tra interno ed esterno, grazie alla tribuna del piano principale e alla galleria del secondo piano, ai vari balconi e terrazze e al sistema di chiusura tramite gelosie che collocò nelle aperture. Il tutto conferisce all'edificio una sensazione di ampiezza e leggerezza, quasi di costruzione effimera, che rappresentò il primo manifesto architettonico della sua carriera.

### Esterno

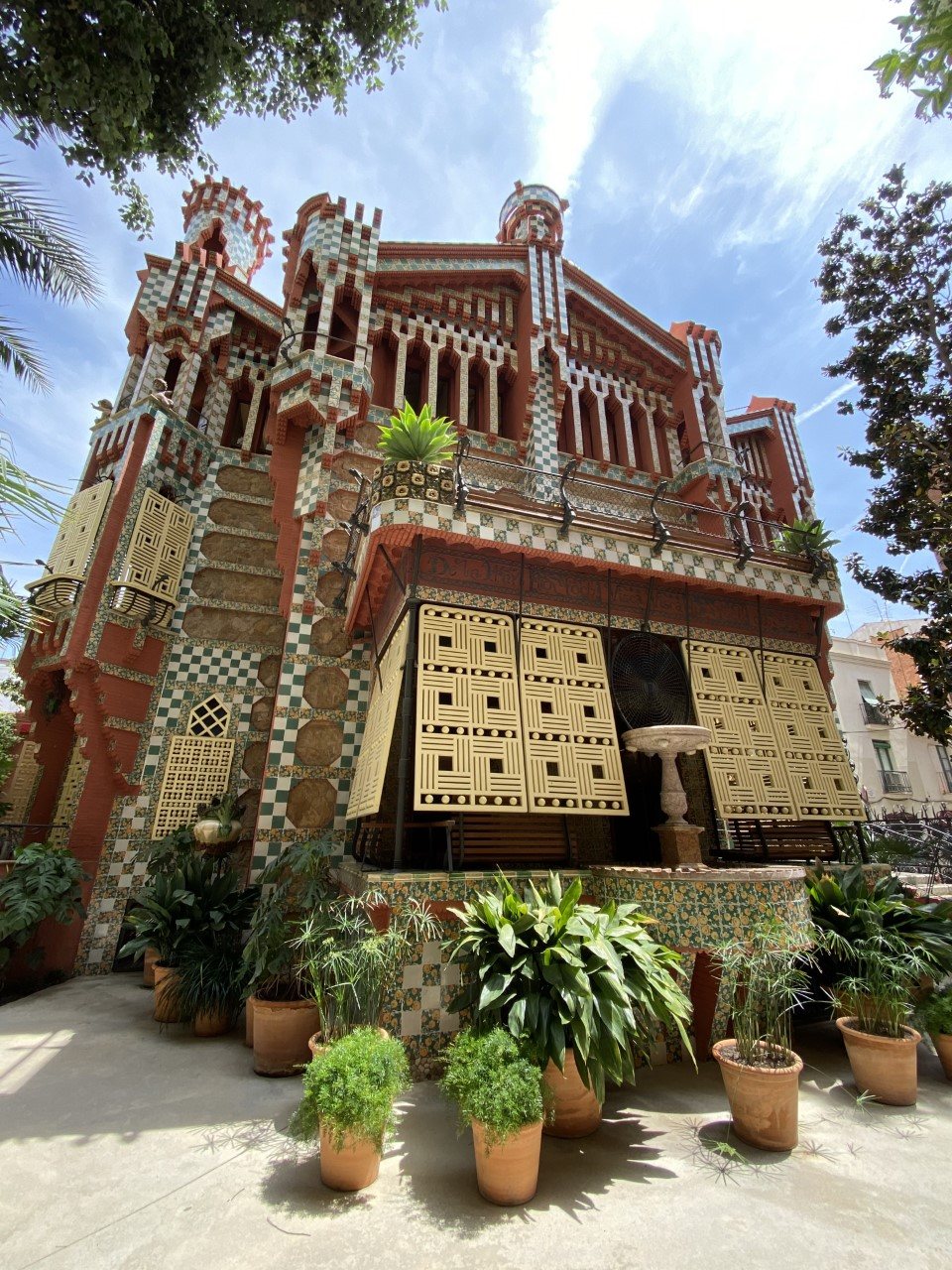
Facciata giardino

La struttura della casa si basa sulla linea retta, con i carichi distribuiti in muri paralleli. Questa semplicità è attenuata dalla ricchezza decorativa, in cui Gaudí mostro la sua immaginazione fuori dal comune. Le pareti della casa sono in muratura alternata a file di piastrelle, che riproducono dei fiori di colore giallo che Gaudí aveva trovato nel terreno della casa prima della costruzione, chiamati garofani indiani o tageti. Le piastrelle hanno una misura modulare di 15 cm.
I muri si contraddistinguono per i loro volumi prominenti, una caratteristica dell'architettura islamica. I conci di muratura si alternano alle piastrelle, sia a motivi vegetali sia a forma di scacchiera verde e bianca. Le distinte superfici e gli effetti geometrici provocano chiaroscuri, che accentuano la diversità cromatica dell'esterno. Al secondo piano, sia sulla facciata rivolta alla strada sia su quella rivolta al giardino, si trova una galleria continua di archi a mitra che circonda la parte superiore, chiusa con gelosie di legno di stile orientale. Gli angoli sono dotati di tribune posizionate a 45 gradi, con balconi appoggiati su mensole di mattoni ad aggetto successivo. Sui davanzali dei balconi vi sono statuette di putti in terracotta, opera di Antoni Riba. Gli aggetti delle finestre hanno nella parte inferiore dei bordi formati da gocciolatoi di forma piramidale arrotondata, di 4 × 4 × 4 cm, che si alternano a cassettoni a forma di conchiglie e motivi vegetali.
La facciata del Carrer de les Carolines, orientata a sud-est, era ai tempi l'ingresso della casa; quest'ultimo, durante la ristrutturazione del 1925, fu spostato a causa dell'allargamento della strada e della perdita dello spazio di giardino che anteriormente vi era tra questa facciata e la cancellata d'ingresso, che misurava tre metri. Al posto della porta furono collocate due finestre, coperte con inferriate in ferro battuto. La parte destra di questa facciata, che sporge sulla strada rispetto a quella sinistra, corrisponde all'ampliamento di Serra. La facciata originale era lunga 7,5 m, e con l'ampliamento se ne aggiunsero altri sette. Al primo piano vi sono due balconi di forma arrotondata, che contrastano con le forme rette della facciata. Sulla terrazza, nella parte centrale della facciata originale, si trova un camino, mentre l'angolo destro, corrispondente all'ampliamento, è decorato da un tempietto.

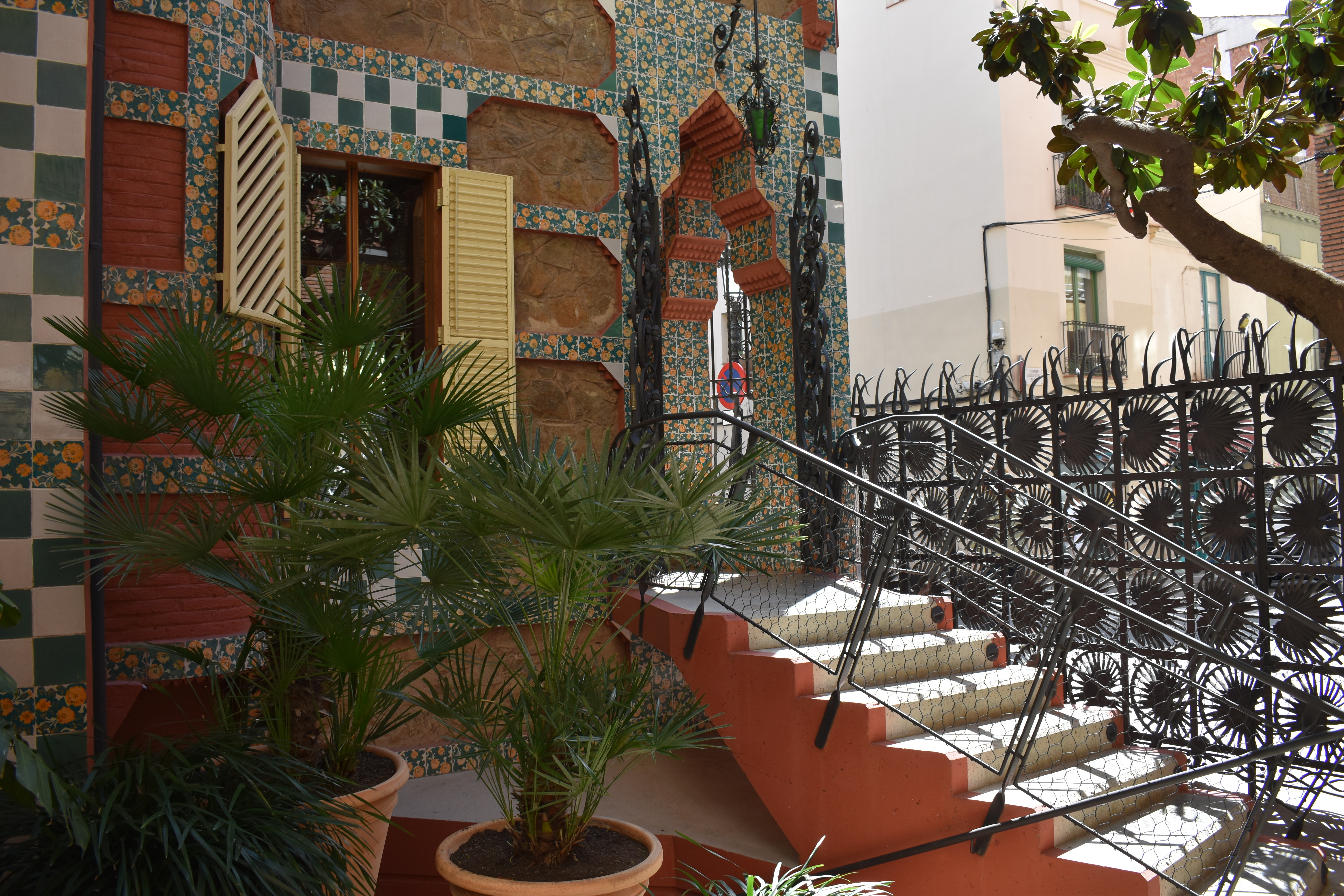
Entrata principale

La facciata del giardino, rivolta a sud-ovest, era quella principale nel progetto di Gaudí. Si divide in tre livelli distinti, uno per ogni piano: nel primo risalta, nella parte centrale, la zona esterna della tribuna, che si collega alla sala da pranzo del piano principale, fiancheggiata sulla destra dall'ingresso alla casa (che nel progetto originale era una finestra) e sulla sinistra dalla porta di accesso alla sala fumatori; al primo piano, più sobrio, si trova un balcone da cui si accede alle stanze da letto; il secondo, corrispondente al sottotetto, si contraddistingue per il rivestimento di piastrelle ed è decorato, nella parte centrale, da un camino, mentre nell'angolo sinistro si erge un tempietto con cupola. Questo tempietto segna l'altezza massima della casa, 17 m.
Nella sua parte esterna, la tribuna presenta un'altezza di 5,5 m, inclusa la terrazza superiore. Nella parte centrale, la fontanella d'acqua poggia su un blocco addossato di base circolare, rivestito dalle piastrelle con i tageti. Le gelosie che chiudono le aperture della tribuna, realizzate in legno, hanno una misura di 2 × 2 m. D'ispirazione orientale, ricordano un tipo di controfinestre giapponesi chiamate shitomido. Gaudí conobbe questo sistema in una mostra di architettura giapponese tenutasi a Barcellona nel 1881. La terrazza che poggia sulla tribuna presenta due panchine di legno con ringhiere metalliche e fioriere agli angoli, decorate con piastrelle che alternano fiori e foglie di girasole, simili a quelle utilizzate in El Capricho di Comillas.

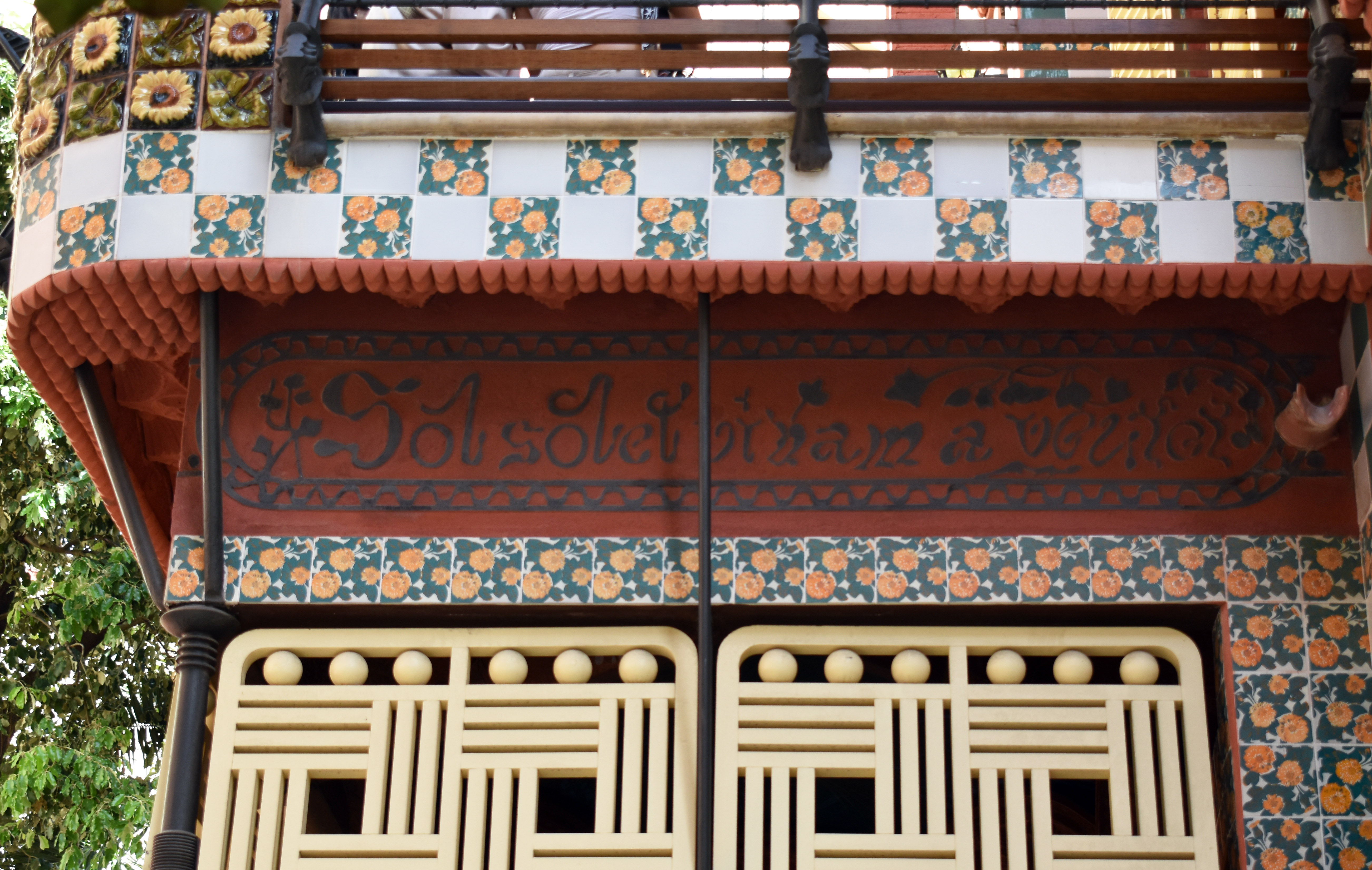
Iscrizione in tribuna: sol, solet, vinam a veure ("sole solicello vieni a trovarmi")

Nel friso della tribuna sono incise diverse frasi di racconti popolari catalani: sol, solet, vinam a veure ("sole solicello vieni a trovarmi") sul lato sud-est; oh, l'ombra d'istiu ("oh, l'ombra dell'estate") su quello nord-ovest; de la llart lo foch, visca lo foch de l'amor ("del focolare il fuoco, viva il fuoco dell'amore") sulla parete sud-ovest.
La porta principale della casa, insieme alla tribuna, è frutto della ristrutturazione del 1925, poiché anteriormente si trovava sulla facciata della strada. Elevata da terra, vi si accede tramite scalini con ringhiera metallica. La porta ha due battenti ai lati, realizzati in ferro battuto con motivi floreali. Il vano della porta ha la forma di arco a mitra rettilineo, decorato all'interno con gocciolatoi. Nella ristrutturazione del 1925 fu collocata davanti a questa porta una terrazza, poi eliminata nella riabilitazione del 2017. Sulla porta vi è una lampada in ferro battuto con motivi vegetali.

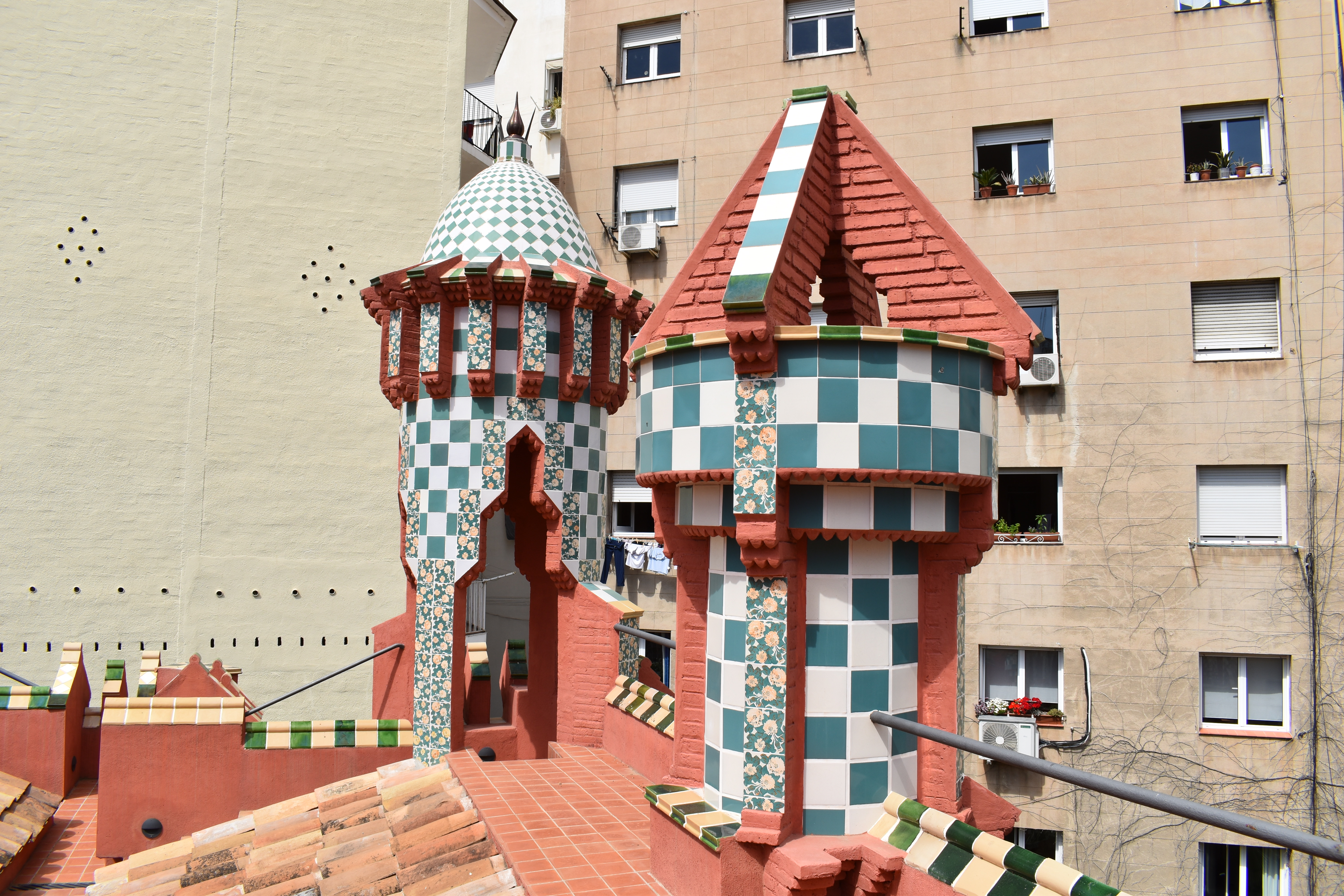
Camino e tempietto sulla terrazza

L'ingresso alla sala fumatori avviene tramite quattro scalini decorati dalle piastrelle con i tageti, con due ringhiere a forma di spirale con fiori dai gambi allungati. La porta è di legno, elaborata con forme geometriche di ispirazione orientale. La finestra contigua ha un battente di legno con elementi arrotondati disposti in modo alternato in posizione orizzontale e verticale. Sulla porta si trova una lampada uguale a quella dell'accesso principale. Accanto a questo accesso vi è un vaso di ceramica decorato con fiori e una testa di fauno.
Le altre due facciate ripetono lo stesso disegno del resto. In quella di nord-ovest, come in quella che si affaccia sulla strada, la metà sinistra della facciata corrisponde all'ampliamento di Serra. La facciata di nord-est, invece, è interamente opera di Serra, poiché nel progetto di Gaudí questo lato della casa era attaccato al muro di mezzeria del convento vicino.
La terrazza ha una superficie di 150 m², dei quali 85 m² corrispondono alla casa originale disegnata da Gaudí e il resto all'ampliamento di Serra. I progetti si differenziano anche nel tetto: la terrazza originale presenta quattro piani inclinati costruiti sulle travi di legno del soffitto del sottotetto, coperti da file di tegole arabe, con una passeggiata di piastrelle di ceramica cotta che permette di accedere al tempietto dell'angolo e ai camini; la zona costruita da Serra presenta una terrazza piana, con degli scalini che conducono all'altro tempietto sull'angolo opposto. Questi tempietti (quello di Serra è la copia esatta dell'originale di Gaudí) sono rivestiti da piastrelle, sia con i tageti sia con la scacchiera verde e bianca, con una cupola decorata sulla sommità da una fiamma di bronzo. I camini sono di mattoni a vista coperti anch'essi da piastrelle. Nell'accesso a questo spazio, prelevata durante la ristrutturazione del 1925, si trova l'antica inferriata di ingresso del Carrer de les Carolines, quando si entrava dal lato sud-est. Presenta motivi floreali con gambi circolari.
All'accesso della strada si trova la cancellata decorata con le foglie di palma nana e i fiori di garofano disegnata da Matamala ed elaborata da Oñós. È alta 2,3 m. La cancellata è coronata da due lampade installate durante la ristrutturazione del 1925, attribuite al laboratorio Bonaventura Batlle.
L'insieme attuale è composto da un giardino, di dimensioni molto più ridotte rispetto all'originale, ma che pretende ricreare il più possibile lo spazio dedicato al verde concepito da Gaudí. Tra le piante risaltano palme (Phoenix, Trachycarpus), magnolie, rose e piante rampicanti. Qui si trova anche una nicchia che imita quella dell'antico tempietto contenente l'immagine di Santa Rita, ricostruita dagli architetti incaricati della riabilitazione, anche se priva dell'effigie della santa.

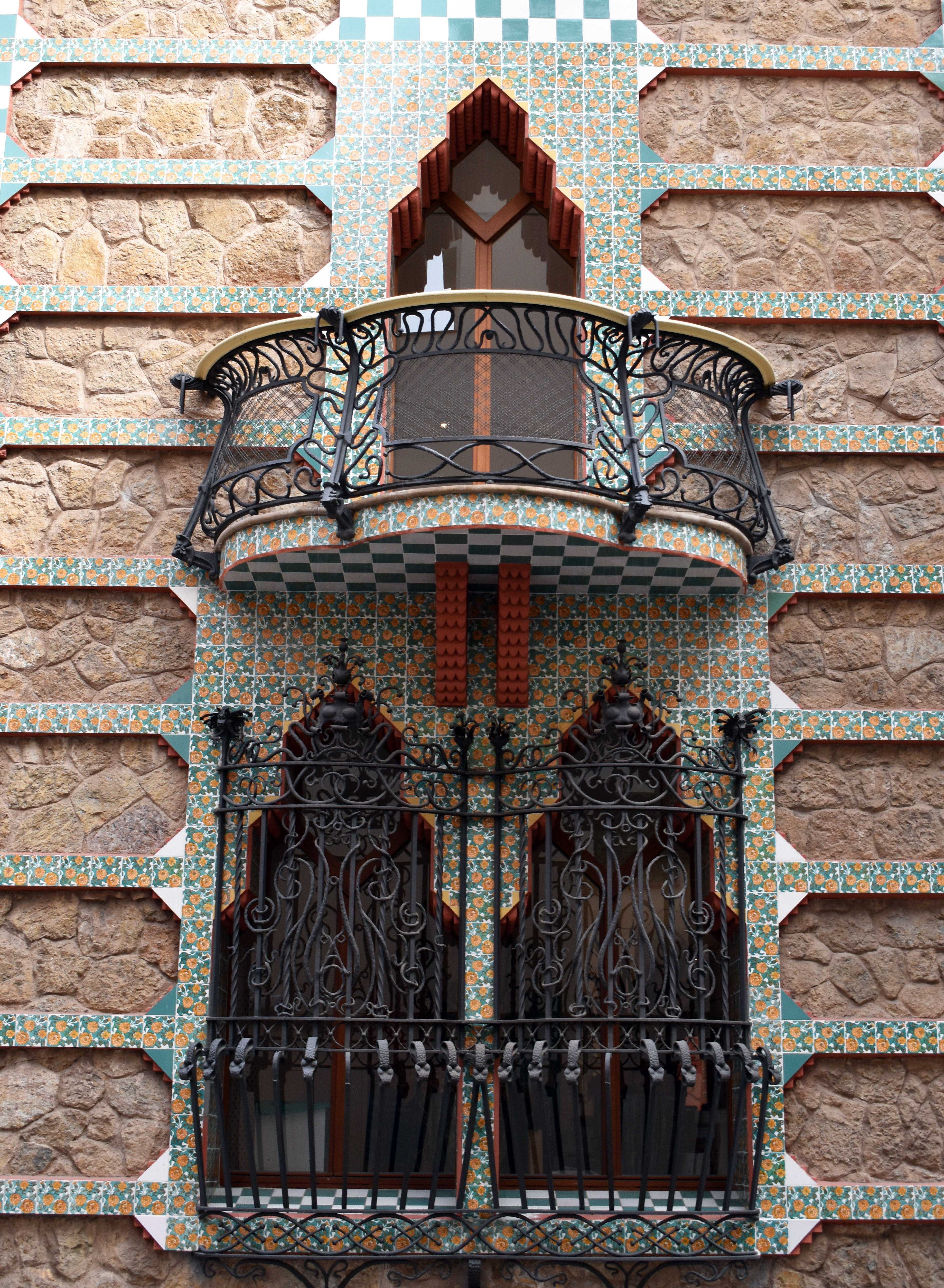
Finestre con grata in ferro battuto e balcone superiore
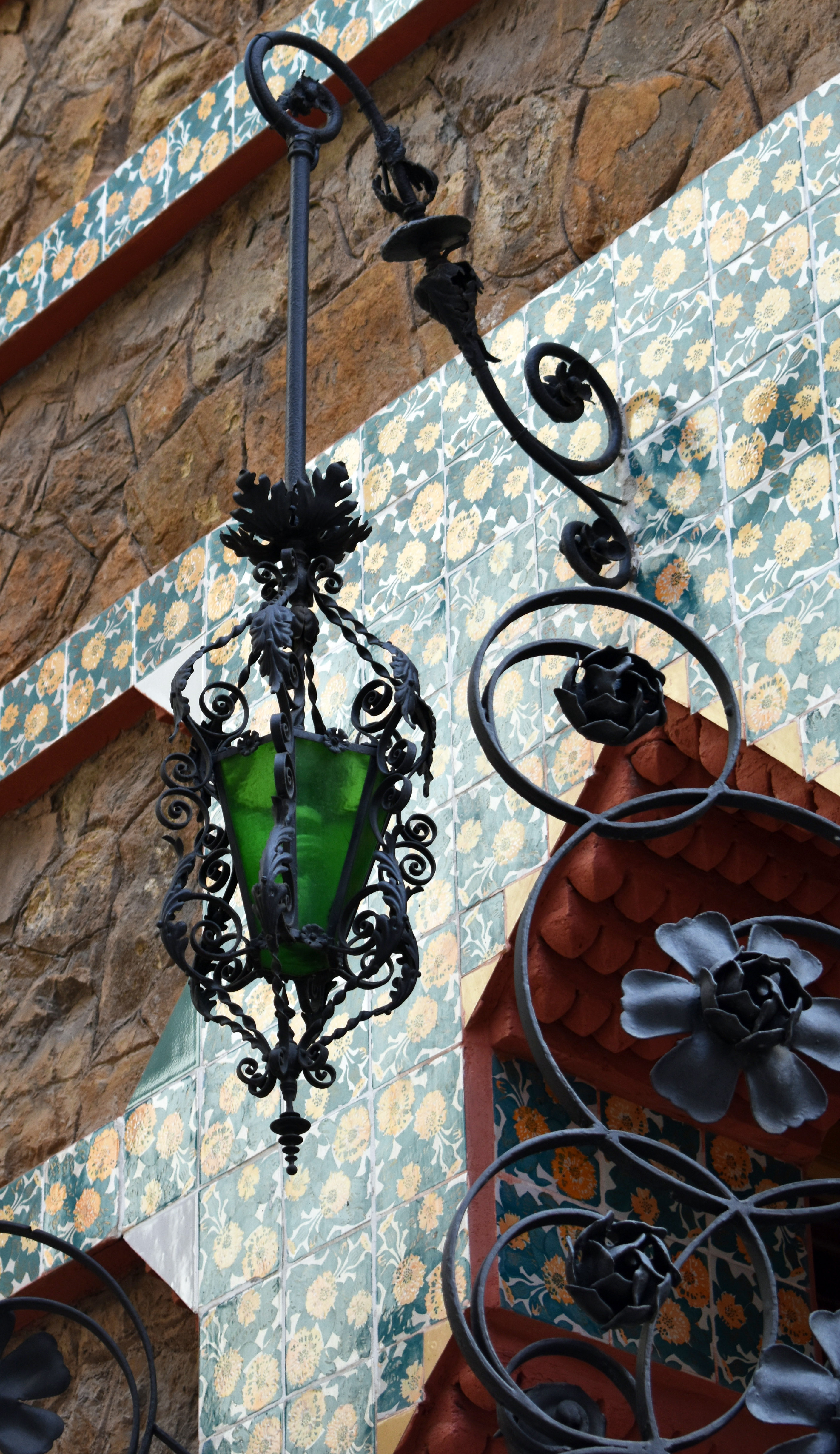
Lampada porta d'ingresso
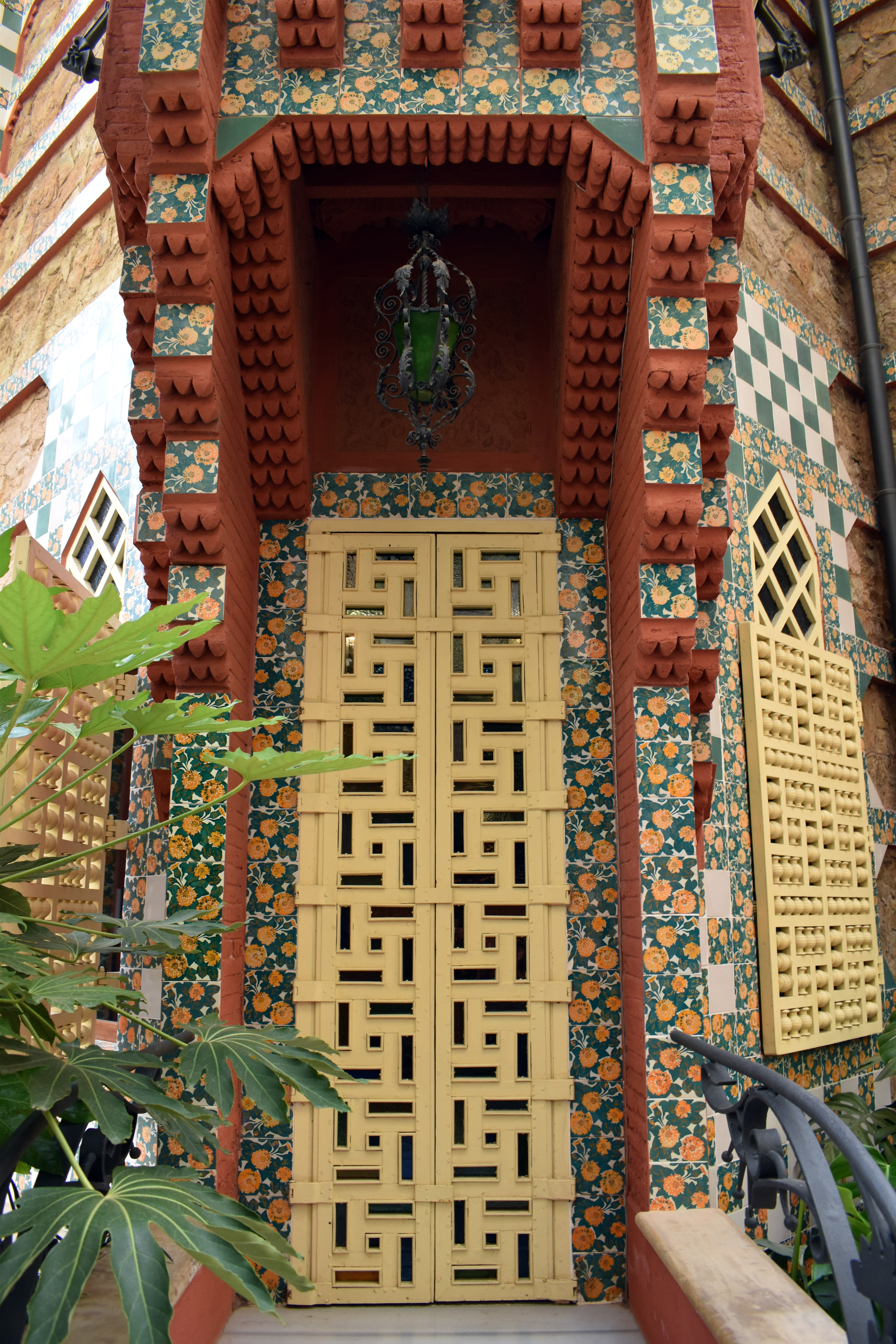
Porta dell'affumicatoio
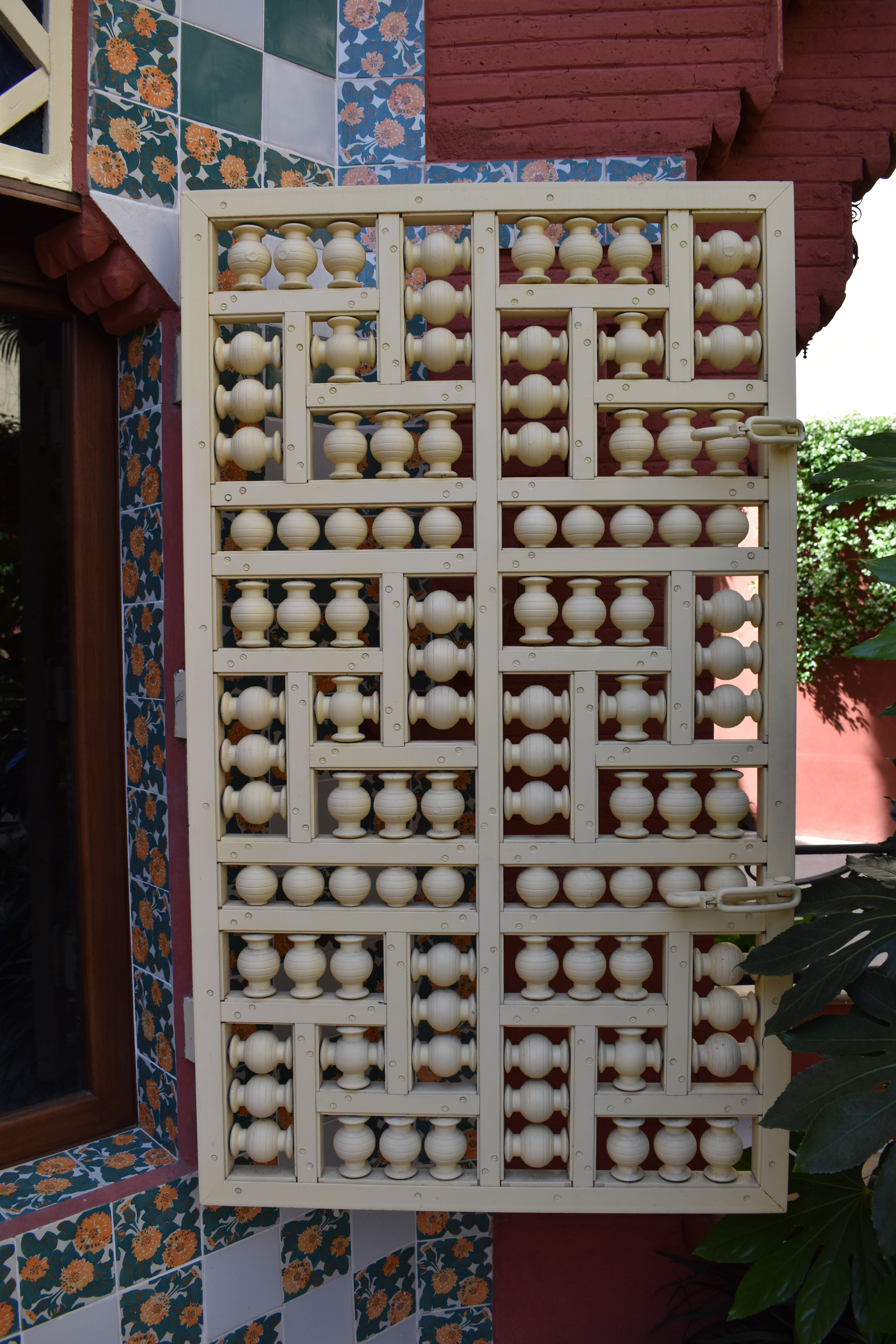
Finestra affumicatoio
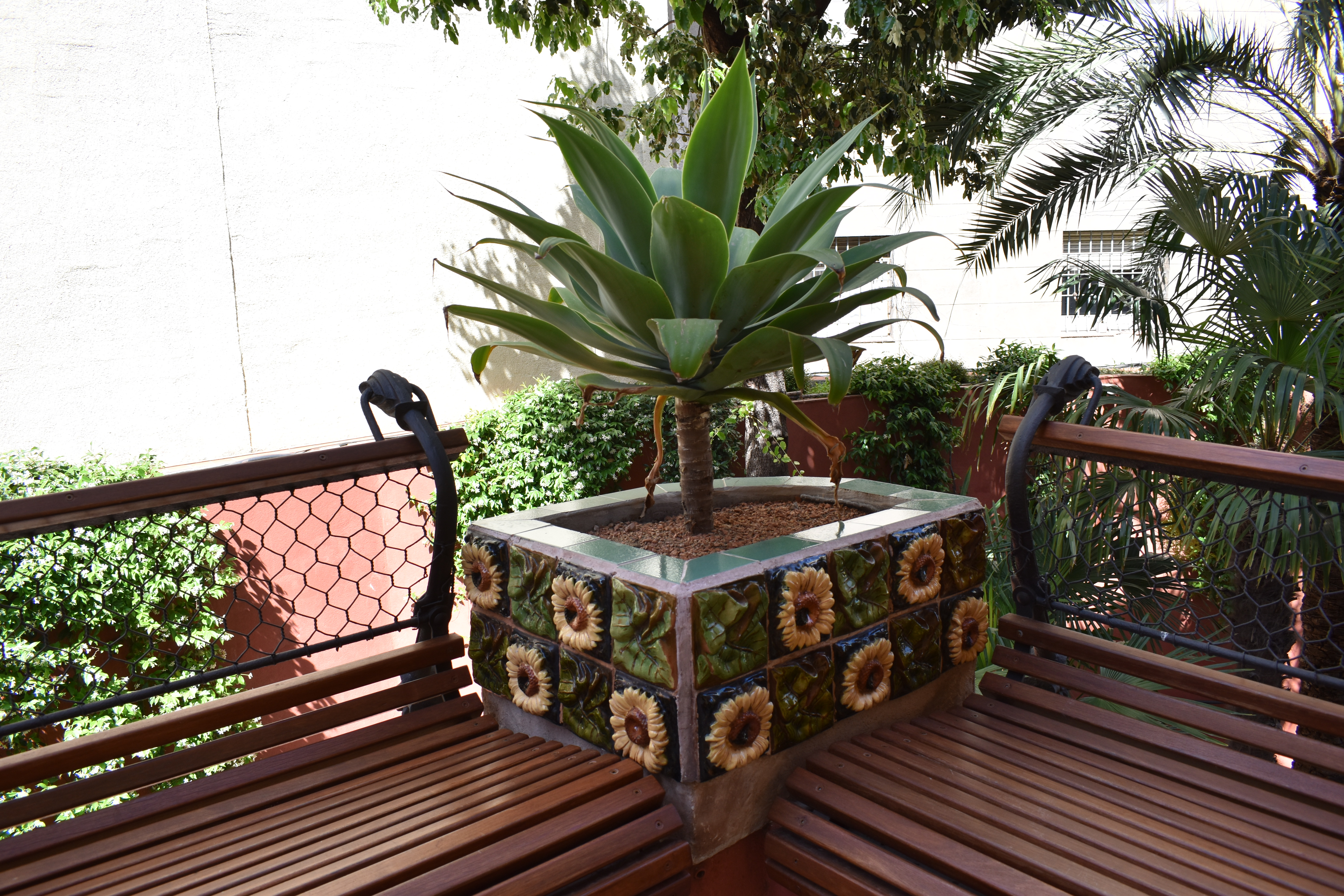
Fioriera con mattonelle di fiori e foglie di girasole
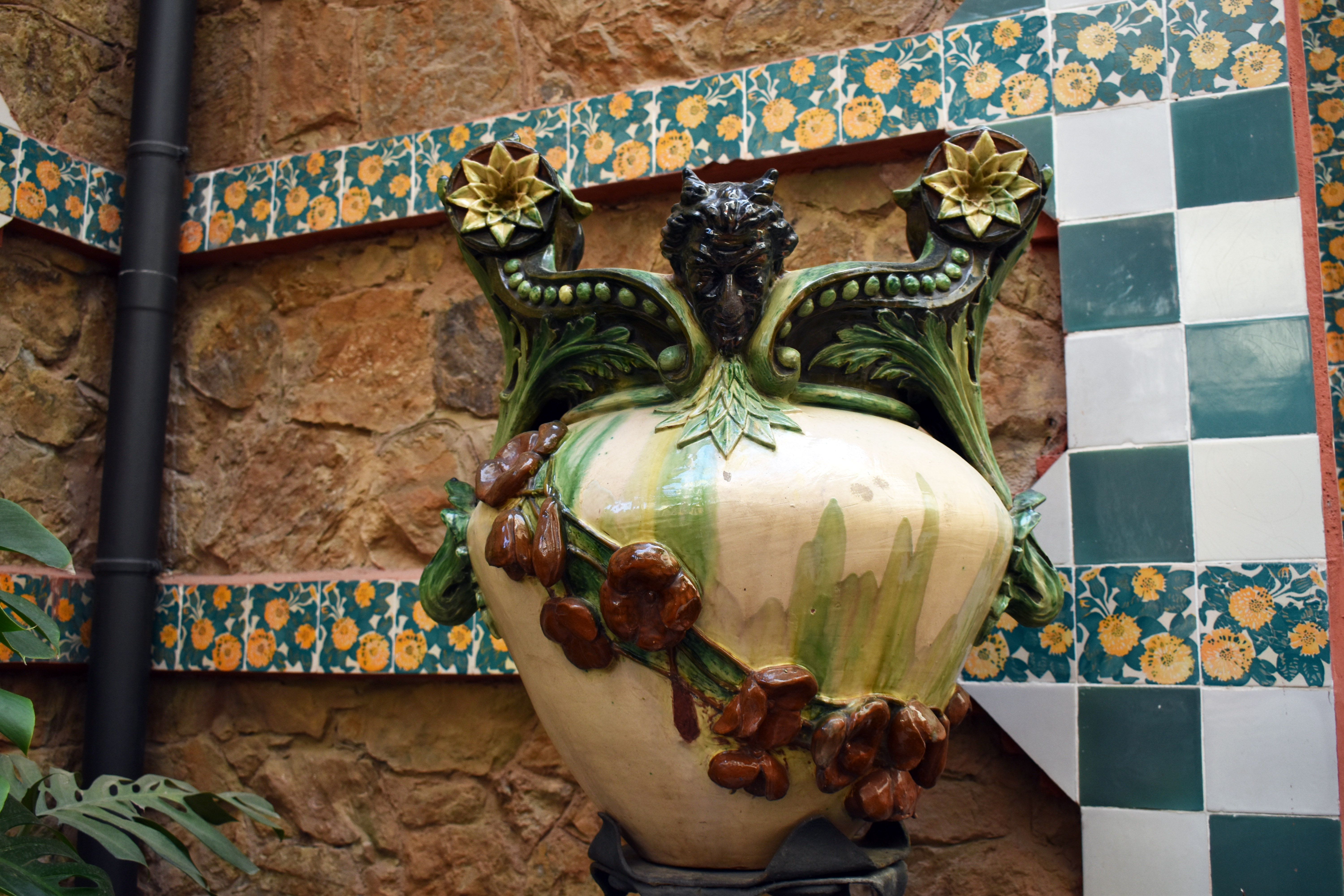
Vaso in ceramica

### Interno

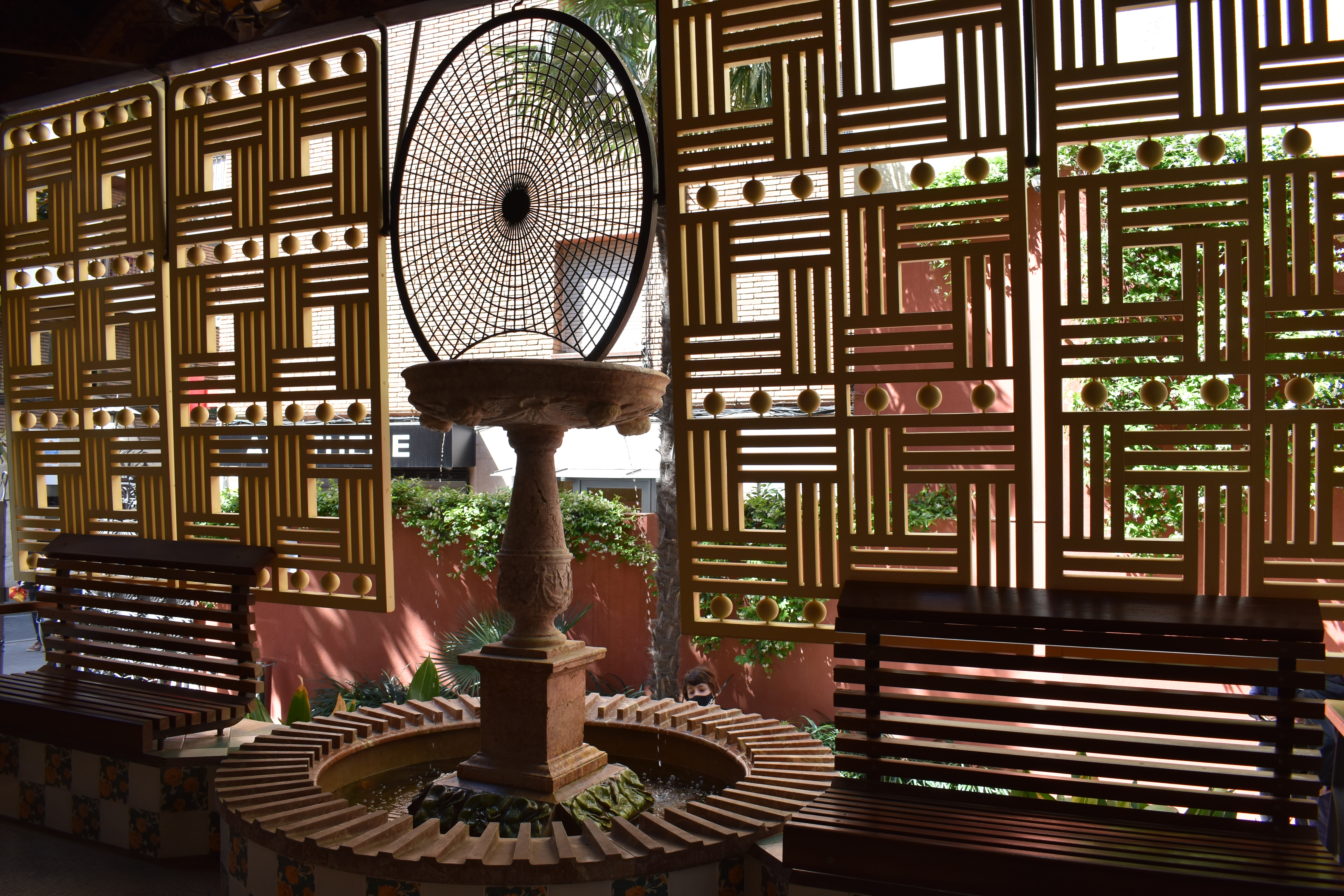
La tribuna dall'interno

L'interno della casa è formato da pareti di muratura, con volte tabicade nel sotterraneo e tavolate di travi in legno negli altri piani. Gaudí distribuì le diverse stanze con piccoli vestiboli esagonali di separazione, in modo da poterle isolare con la sola chiusura delle porte. L'architetto concepì una struttura funzionale, destinando ciascun piano a un fine specifico: il sotterraneo come cantina e magazzino; il piano principale per gli usi pubblici della famiglia, in cui si trovava sala da pranzo, tribuna, sala fumatori, cucina e lavanderia; il primo piano per le stanze da letto, i bagni e la biblioteca; e il sottotetto per il personale di servizio. Gaudí disegnò tutti i mobili della casa, incluse le porte scorrevoli e le serrature di ottone fuso degli armadi.
L'accesso alla casa avviene attraverso il piano principale (162 m²), in cui gli spazi principali erano un atrio, la sala da pranzo, la tribuna e una sala fumatori. La porta d'ingresso dà accesso a un portico, tramite cui si accede all'atrio. La porta è di legno, decorata da una griglia in cui si inseriscono modanature di forma circolare. L'atrio ha un soffitto di travi in legno con modanature policromate, così come sgraffiti con motivi vegetali nelle pareti. Al soffitto è appeso un lampadario di ferro battuto e vetro, di stile islamico, successivo a Gaudí.

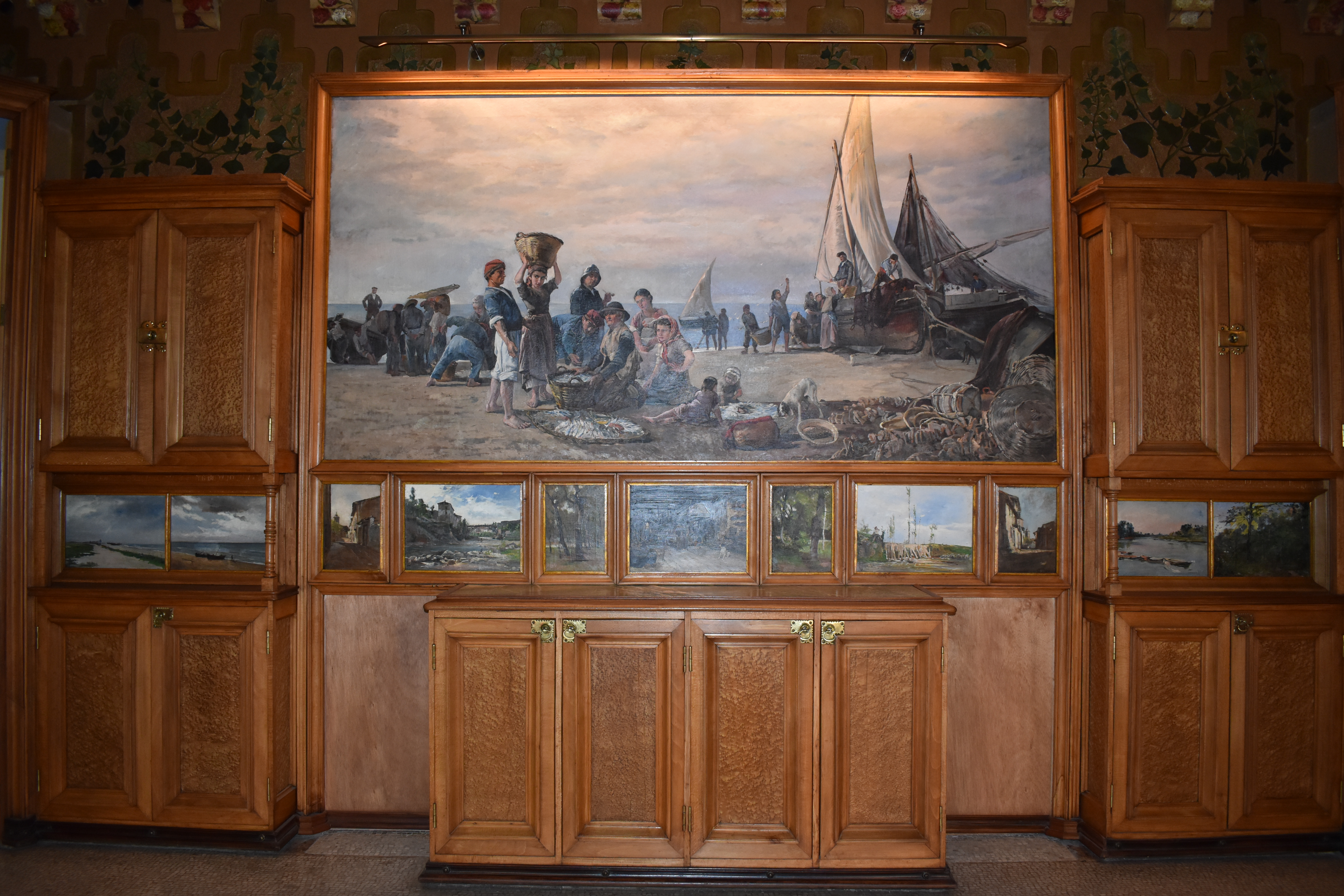
Sala da pranzo

La sala da pranzo (32 m²) è decorata con edere rampicanti realizzate in stucco su sfondo dorato negli spazi in cui non vi sono decorazioni in legno e piastrelle, in alternanza a una cartapesta decorata con alberi da frutta e foglie di corbezzolo tra le travi del tetto. Il pavimento è di mosaico romano di opus tessellatum. Nella parete rivolta verso la tribuna si trova un camino, circondato da ceramica invetriata in rilievo. Le volte sono decorate con motivi di ciliegi e conchiglie, elaborate in gesso policromato. Allo stesso tempo, negli stipiti di separazione tra la sala da pranzo e la tribuna si trovano dipinti di motivi naturali (flora e fauna) realizzati da Francesc Torrescassana, come passeri, colibrì, aironi, gru e fenicotteri. Tutti gli uccelli sono raffigurati in volo, tranne i fenicotteri della parte inferiore, mentre le foglie ondeggiano al vento. Vi sono ventiquattro figure di uccelli in tutto. Gli armadi della sala da pranzo, disegnati da Gaudí, formano un tutt'uno con le cornici che racchiudono i dipinti di Torrescassana. L'architetto disegnò anche i chiavistelli, tutti diversi, con cui dimostrò la sua conoscenza dei diversi mestieri artistici. Nelle due porte d'ingresso alla sala da pranzo vi sono, nella parte superiore, due figure di terracotta in stile orientalista, opera di Antoni Riba, una maschile e l'altra femminile, probabilmente un'odalisca.

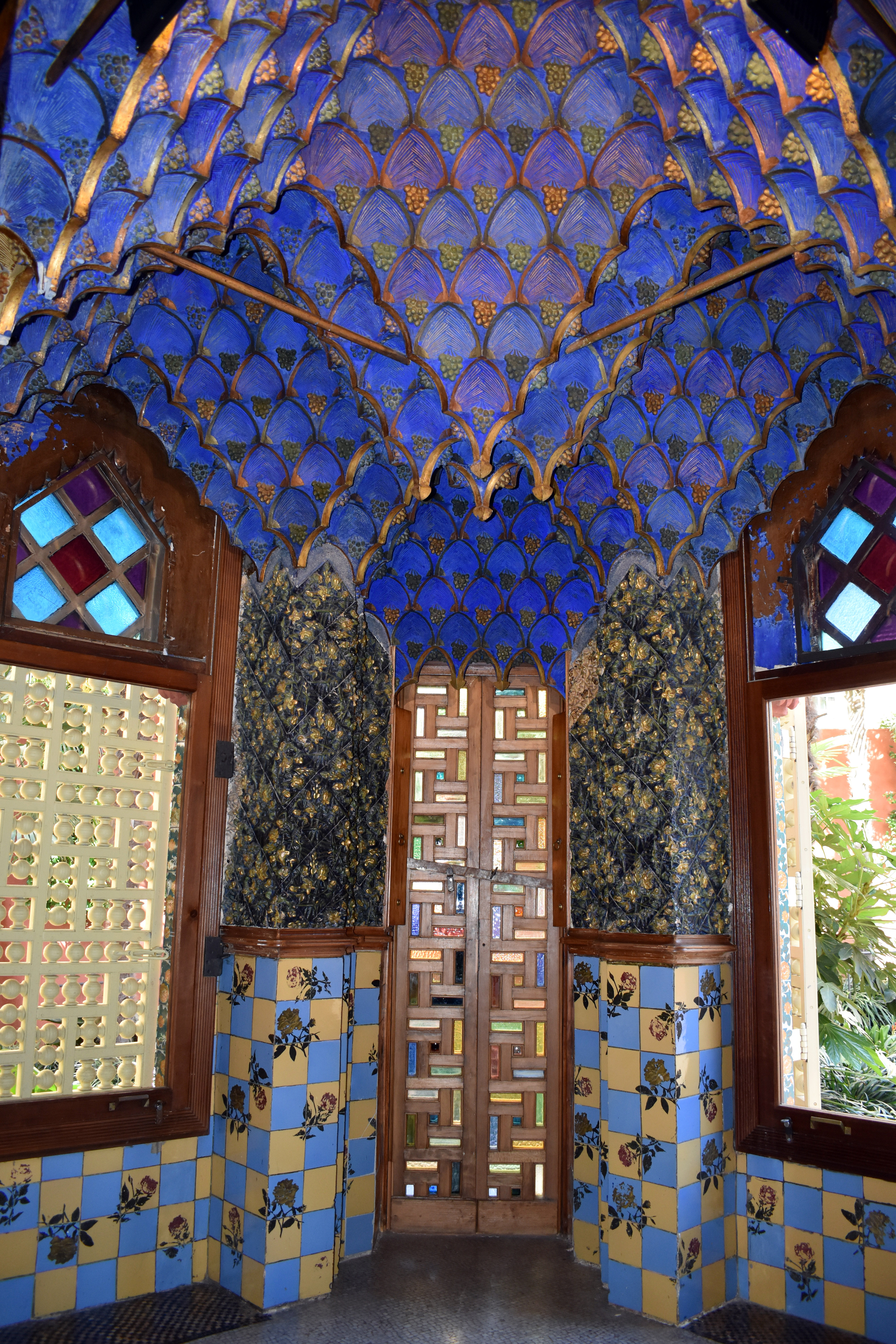
Affumicatoio

Dalla sala da pranzo si acceder alla tribuna (13 m²), aperta all'esterno grazie a un sistema di gelosie di ispirazione orientale. Al centro vi è una fontanella formata da una fonte battesimale in stile plateresco, di forma circolare, che ospita un podio quadrato con piastrelle con foglie di girasole; su di esso si erge una colonna di marmo decorata sulla sommità da una vasca circolare, che nella parte inferiore presenta delle teste di cherubini da cui esce l'acqua; su di questa vi è una rete metallica di forma ellittica simile a una ragnatela. Su entrambi i lati della fonte si trovano panchine di legno. La stanza è decorata con piastrelle con tageti, mentre il soffitto è decorato con sgraffiti con motivi di melograni e ortensie e con dipinti a tempera in trompe-l'œil che rappresentano il cielo visto attraverso foglie di palma nana. La separazione tra le due stanze avveniva anticamente tramite porte scorrevoli realizzate da Eudald Puntí.

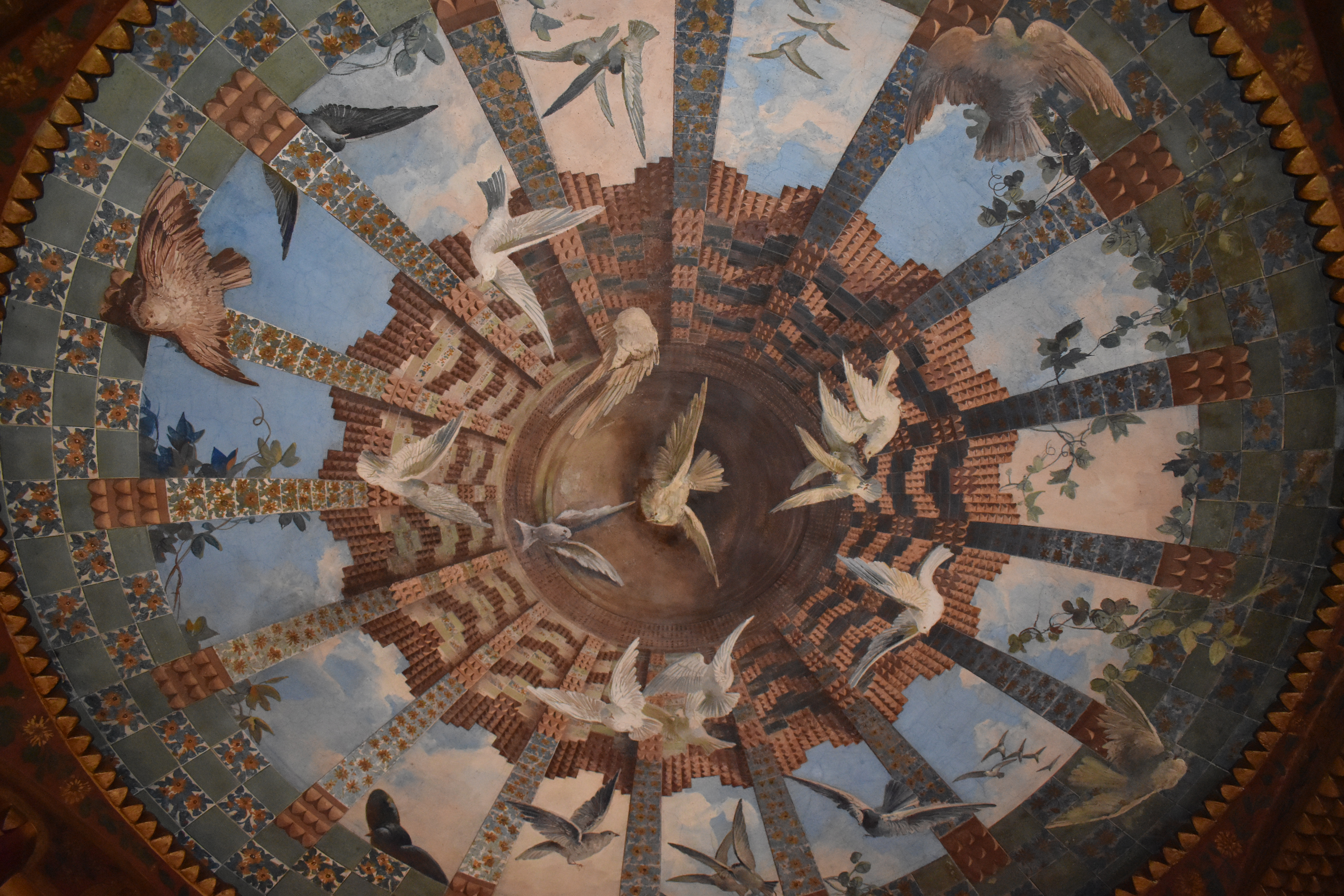
Cupola del soggiorno

Accanto alla sala da pranzo si trova la sala fumatori (10 m²), uno degli spazi più particolari dell'edificio, con una volta tabicada rafforzata da tiranti coperta da un controsoffitto di muqarnas di stile islamico a forma di stalattite realizzato in gesso policromato, che riproduce foglie di palma e grappoli di datteri. Le pareti sono rivestite di piastrelle di cartapesta in toni dorati, azzurri e verdi, così come una zoccolatura di color azzurro e ocra, con rose rosse e gialle dipinte a olio. Queste piastrelle di cartapesta erano fabbricate da Hermenegild Miralles, uno dei clienti di Gaudí, per il quale costruì l'accesso alla proprietà Miralles. Questo spazio ha una porta di legno che accede al giardino, elaborata con una trama in stile cinese. La stanza era ammobiliata con un tavolo da caffè pieghevole e sgabelli bassi, ed era dotata di una pipa o narghilè per fumare tabacco. La famiglia Jover aggiunse una lampada in stile islamico, in vetro traslucido con lettere arabe, che fu rimossa nel 2020 durante il processo di restauro poiché non faceva parte del progetto originale di Gaudí.
Al primo piano (143 m²) si trovavano le stanze da letto: quella principale era sopra la sala da pranzo, con una terrazza situata sopra la tribuna inferiore; aveva inoltre un salotto, situato sotto la sala fumatori, un bagno, un’anticamera adibita a spogliatoio con toilette e altri ambienti, una stanza degli ospiti e un'altra probabilmente destinata a studio o biblioteca. Questi spazi erano decorati con affreschi a motivi vegetali ispirati alle piante del vicino torrente di Cassoles (canne, giunchi e felci). Il soffitto della stanza da letto principale (34 m²) presenta spazi in ceramica tra le travi con foglie di vite in cartapesta pressata di colore verde. In questa stanza vi è anche una terrazza situata sopra la tribuna del piano inferiore, con una panchina di legno dotata di inferriata in ferro. Il salotto si contraddistingue per una cupola decorata con un dipinto in trompe-l'oeil di influenza barocca che riproduce, come vista dal basso, la cupola del tempietto che si erge sopra questa sala, rivolta verso il cielo e con un gruppo di colombe bianche in volo, così come rami di piante rampicanti sul davanzale. In questa sala vi è anche una zoccolatura di piastrelle di color azzurro, bianco e ocra. Nell'angolo si trova un balcone con panchine di legno e chiusura a gelosie orientali simili a quelle del resto della casa. L'anticamera adibita a spogliatoio (7 m²) ha due porte d'accesso e un battiscopa di piastrelle a scacchiera bianca e azzurra circondate da altre di color ocra, con un soffitto di travi con motivi floreali e mensole decorate con margherite su sfondo azzurro. Il bagno (6 m²) ha il pavimento di terrazzo grigio e pareti rivestite di piastrelle, che alternano i toni ocra con un motivo a scacchiera bianco e azzurro, così come un friso di piastrelle con fiori dipinti a olio, unico in tutta la casa; il soffitto è di travi con rilievi ceramici di foglie d'edera. La toilette (1,4 m²), invece, è decorata con piastrelle con motivi di ruote e stelle.
Il secondo piano (150 m²), destinato alle stanze del personale di servizio, è occupato attualmente da uno spazio dedicato ad accogliere esposizioni. Gaudí disegnò questo piano in modo più austero, in base alle sue funzioni, con muri lisci, pavimento di piastrelle e un soffitto di travi in legno. Disegnò uno spazio aperto, con soffitti alti, che servisse da regolatore termico dell'edificio.
Il sotterraneo, formato da una struttura di volte in folio nel soffitto, era utilizzato anticamente come cantina e deposito di carbone. Attualmente vi si trova il negozio del muso.

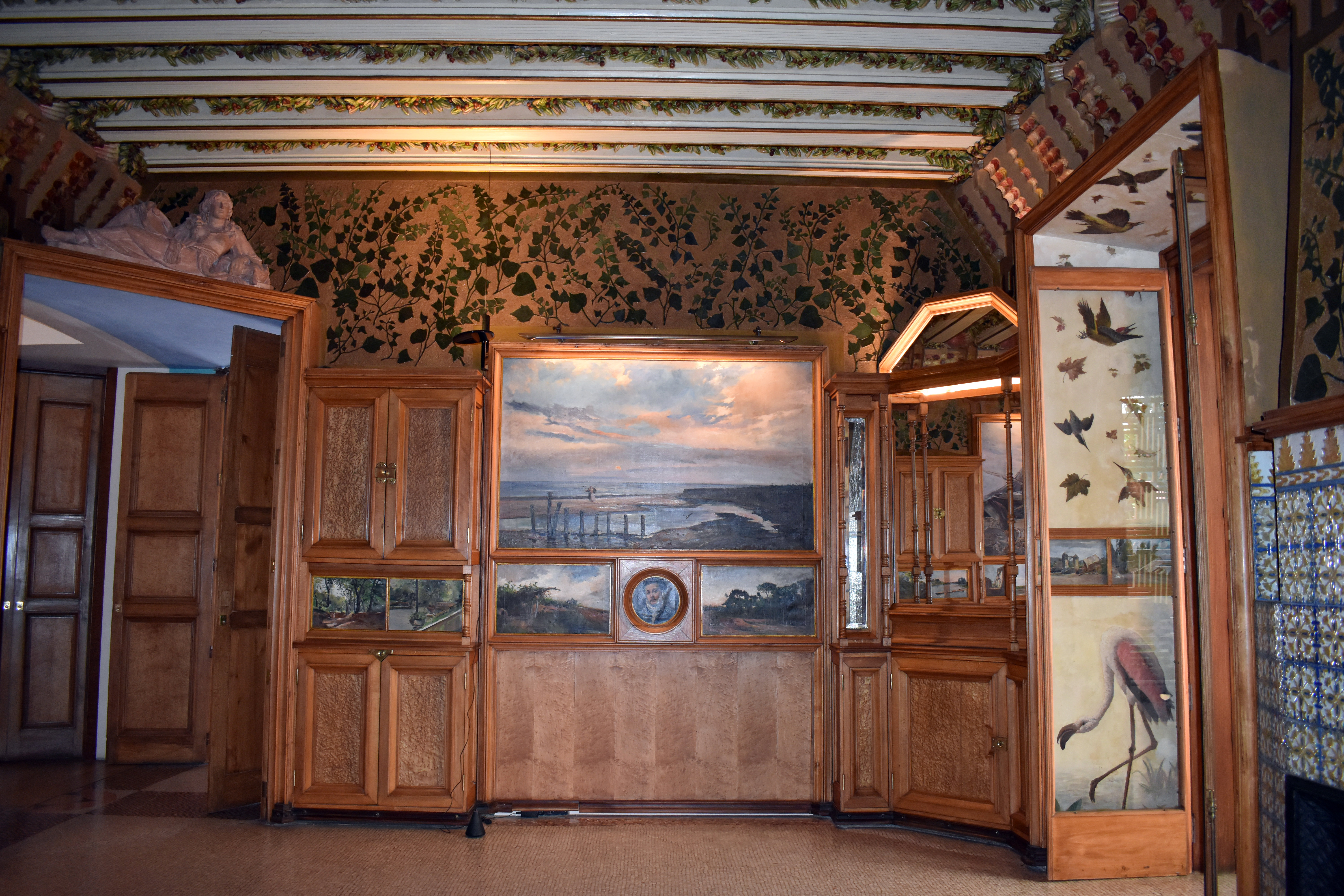
Sala da pranzo, lato sud-est
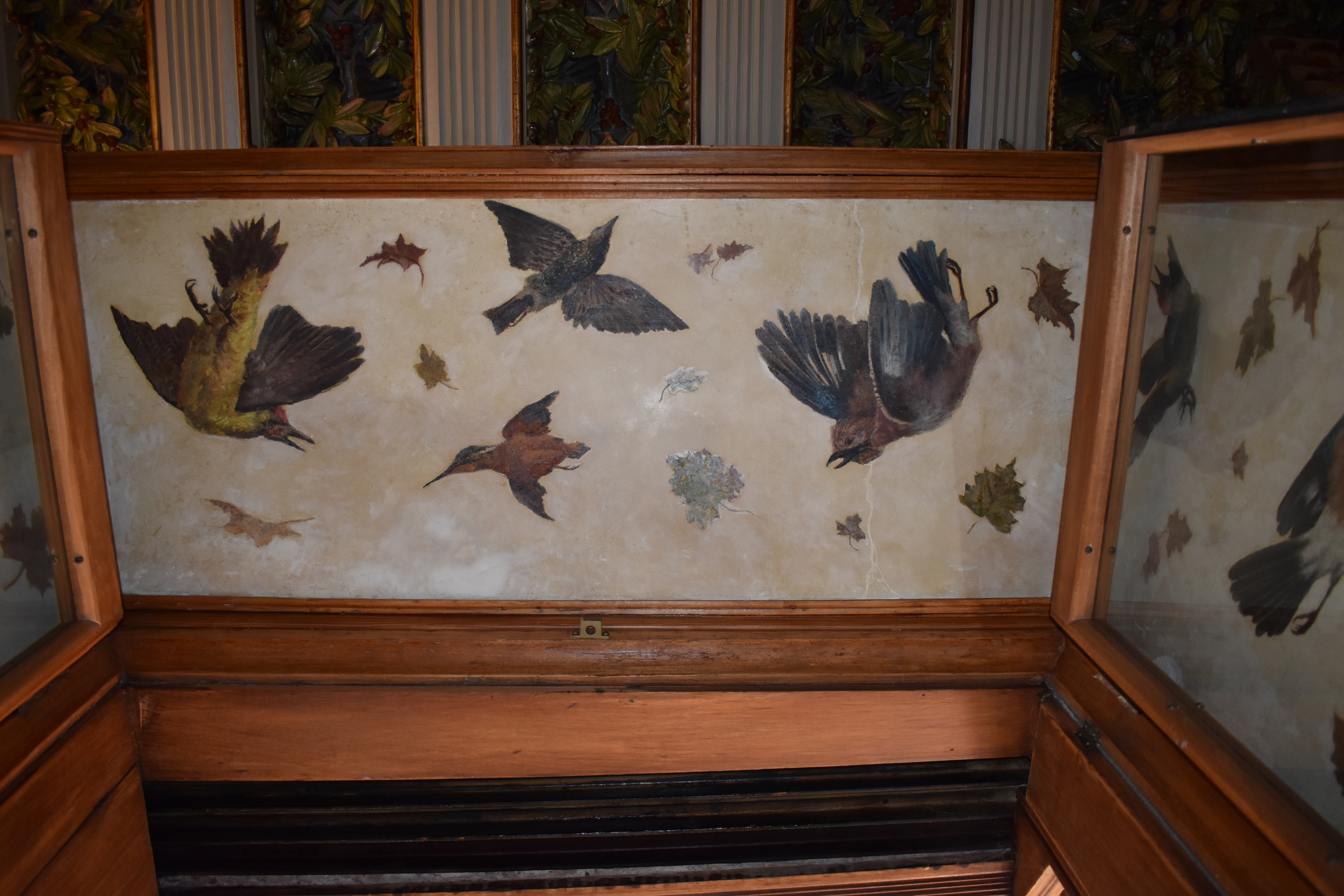
Quadri di uccelli sugli stipiti della sala da pranzo
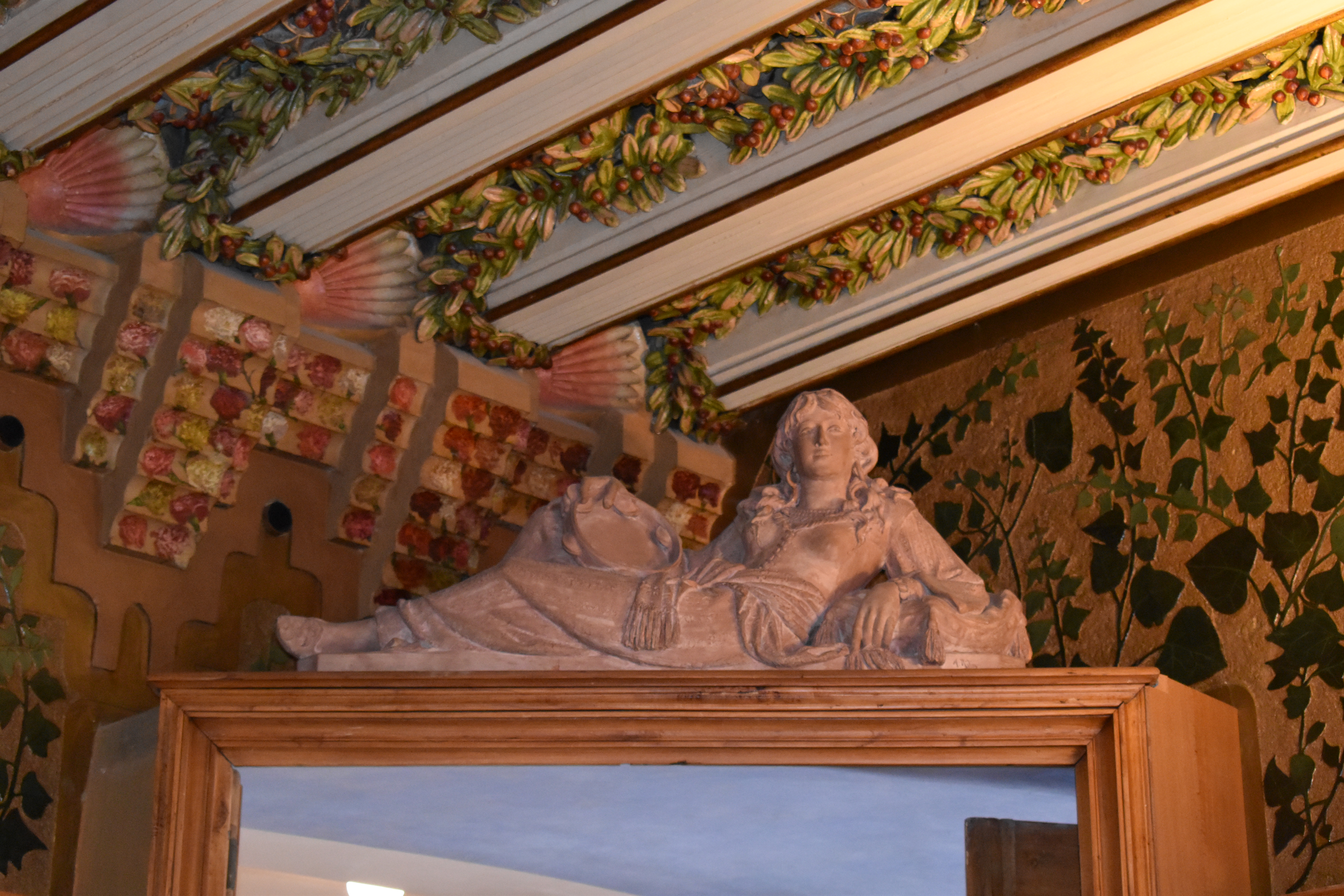
Figura di odalisca, di Antoni Riba
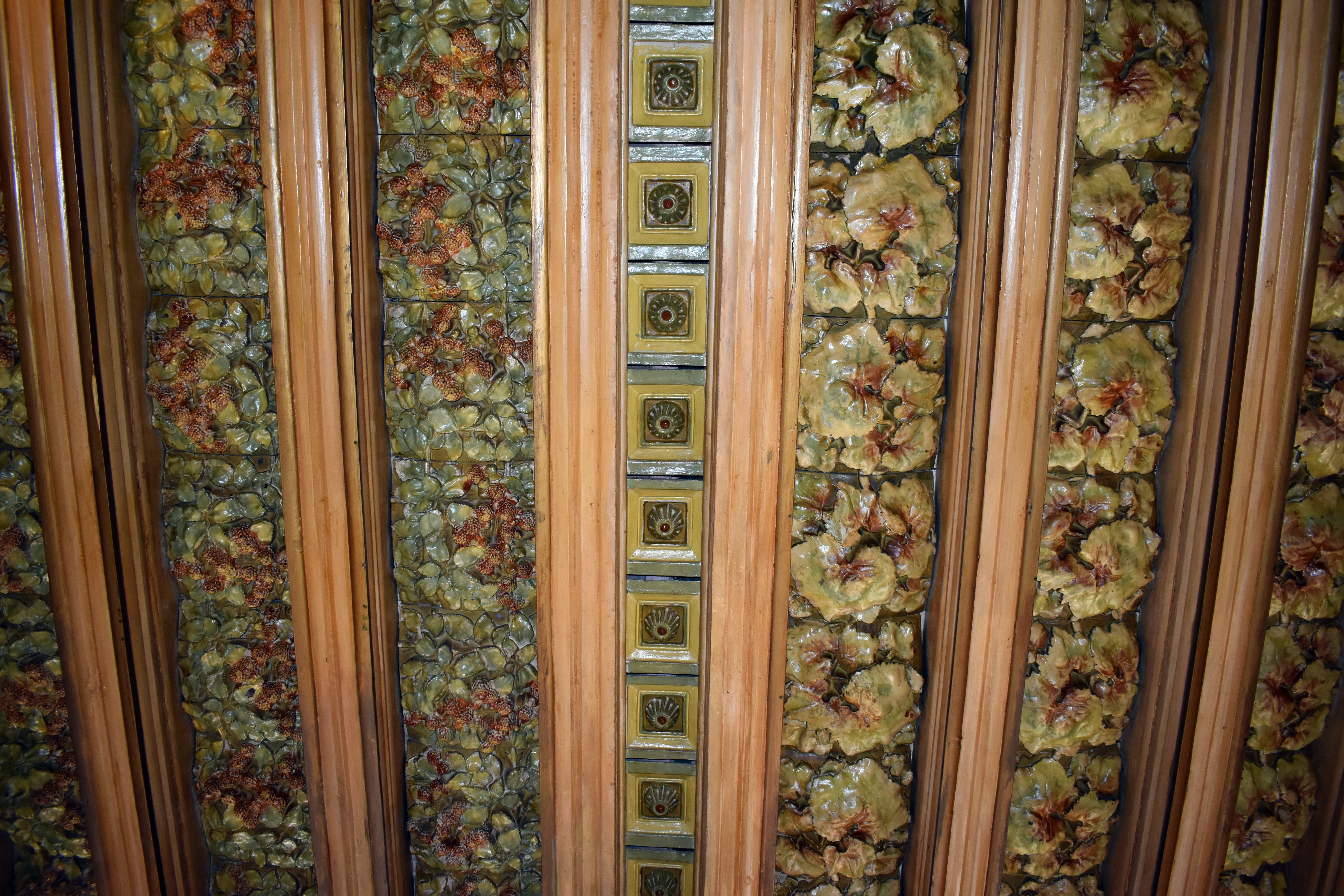
Soffitto della camera da letto
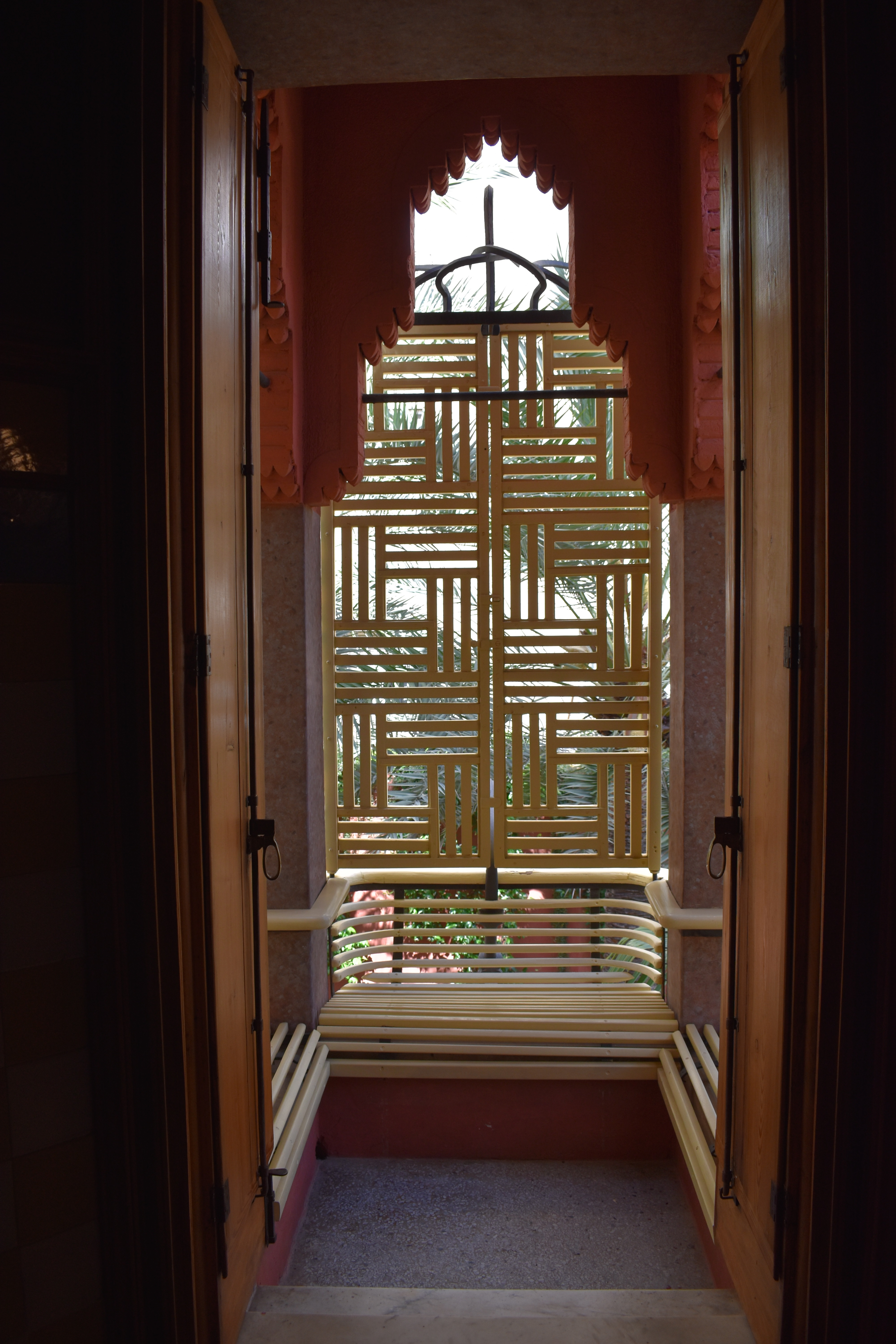
Finestra balcone soggiorno
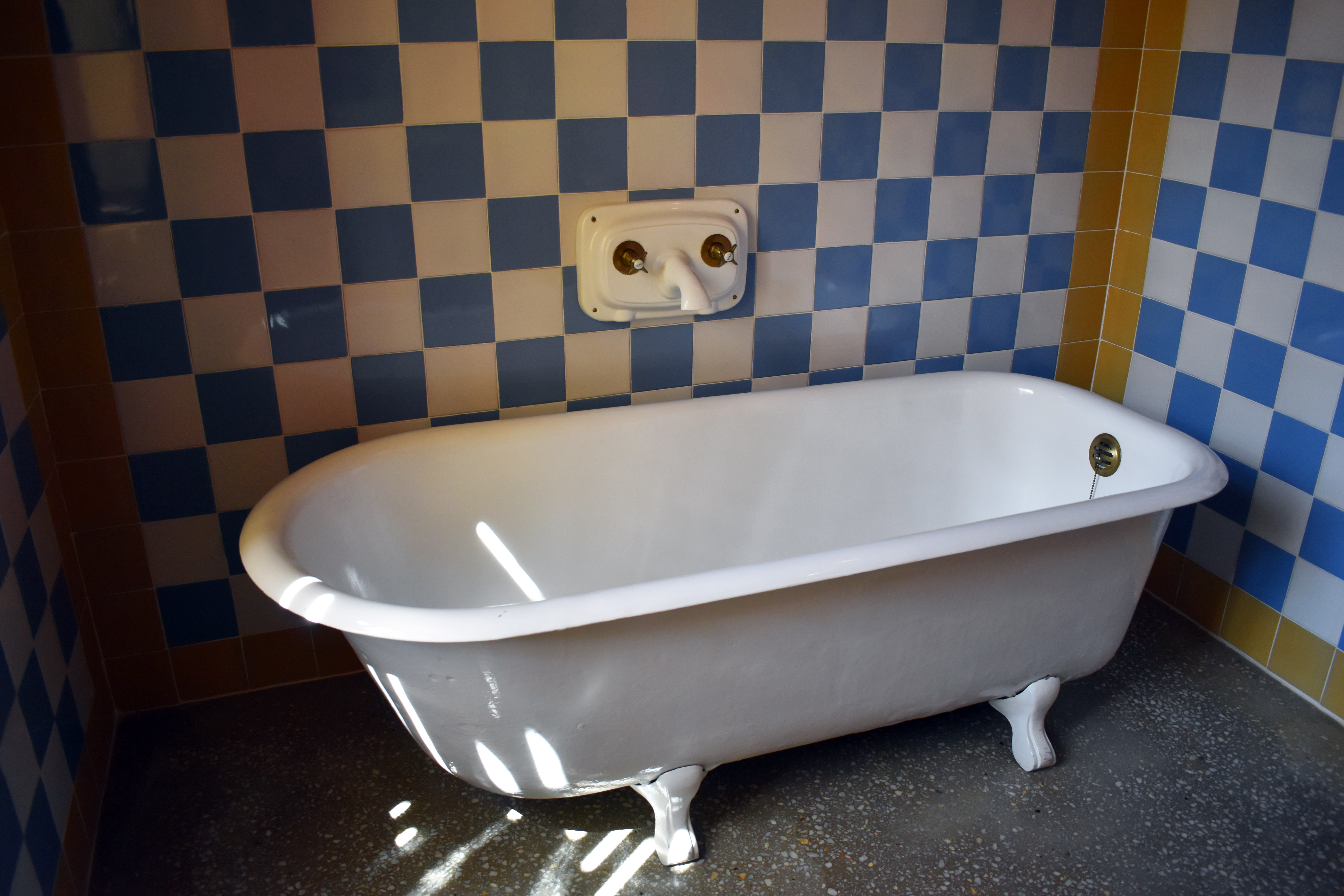
Bagno

### Dipinti

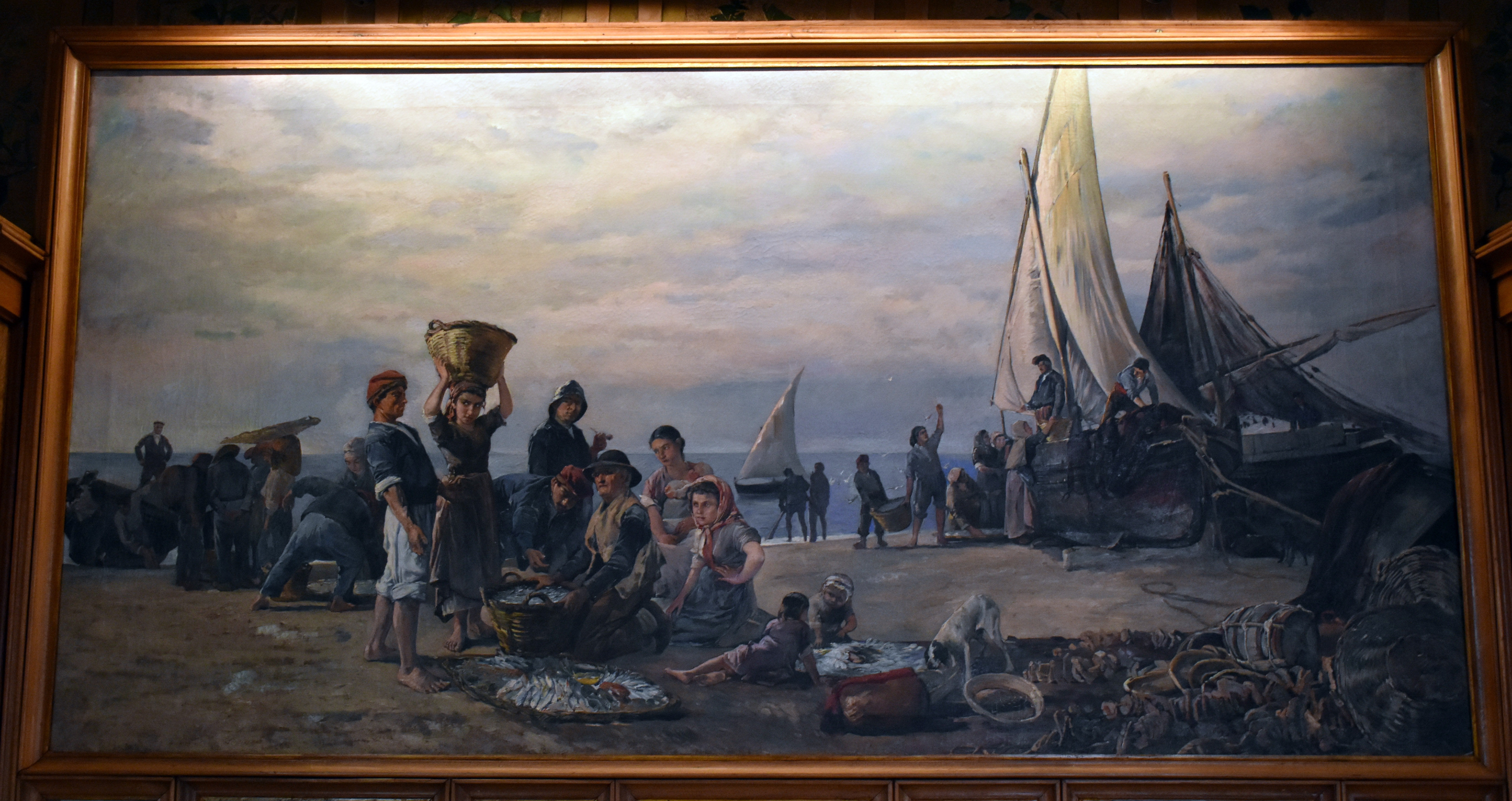
Scena doganale

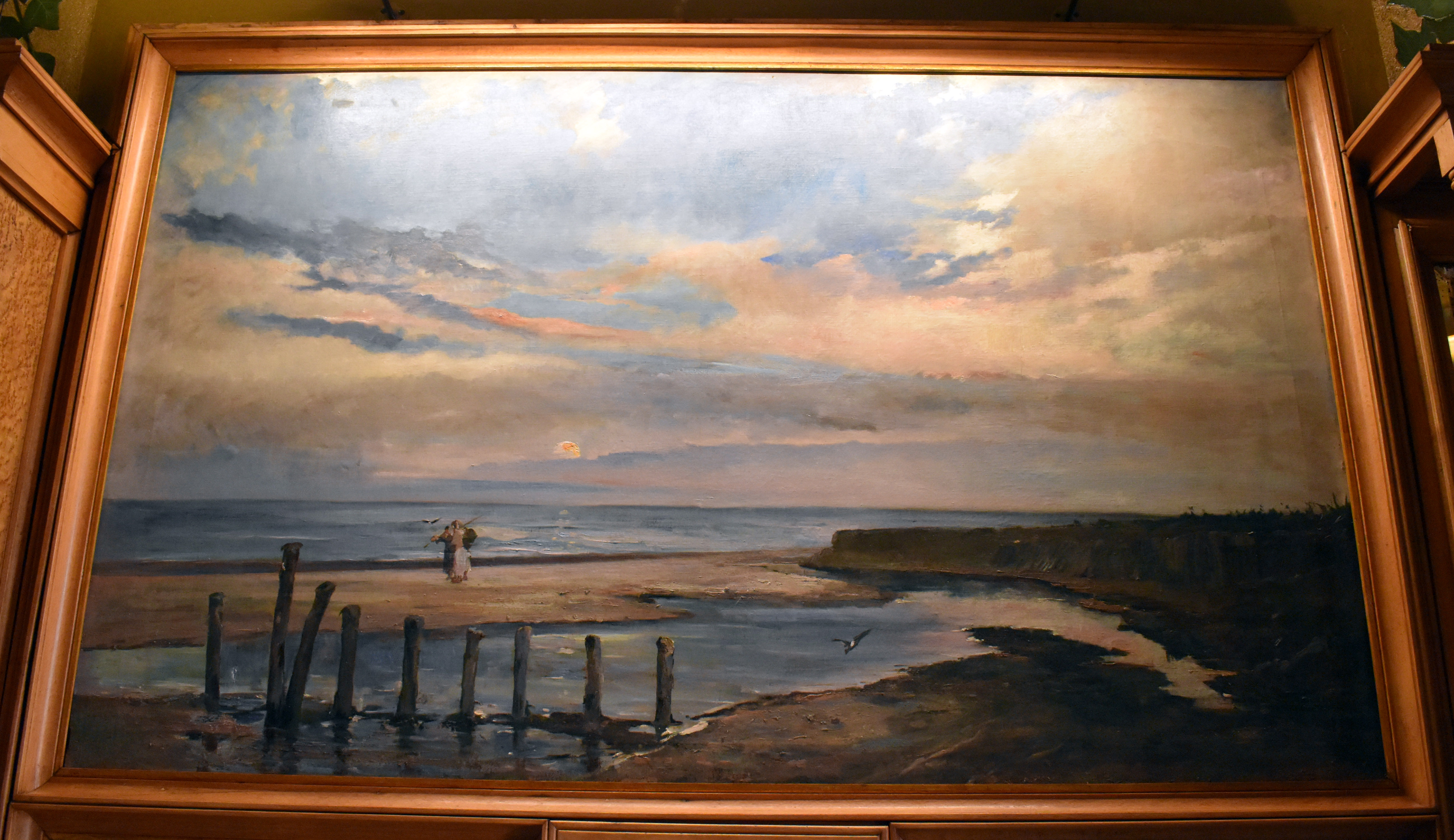
Marina

I dipinti della sala da pranzo sono opera di Francesc Torrescassana i Sallarés (Barcellona, 1845-1918). Studiò presso la Escola de la Llotja di Barcellona dal 1859 al 1865, dove fu discepolo di Ramon Martí i Alsina. Proseguì gli studi a Roma e Parigi, dove entrò a contatto con le correnti artistiche del tempo. Una volta tornato, si dedicò soprattutto alla pittura storica, costumbrista, ritrattista e paesaggista, in uno stile realista che nella fase finale si evolse verso un certo impressionismo. Le sue opere sono esposte nel Museo nazionale d'arte della Catalogna, nel Museo del Prado di Madrid e nel Museo del Louvre di Parigi, sebbene sia Casa Vicens ad accogliere il maggior numero di quadri di questo artista.
I dettagli dell'incarico non sono noti, ma pare che Manuel Vicens fosse già collezionista delle opere di Torrescassana prima della costruzione della casa. Per questo, è presumibile che molte di queste opere, un buon numero delle quali senza data, fossero produzioni anteriori dell'artista e che non furono realizzate appositamente per la casa. Per ospitare questa collezione, Gaudí disegnò i mobili della sala da pranzo in base all'esposizione di questi quadri; a tal proposito realizzò dei mobili cornice in legno di limone dello Ceylon che si integrano armoniosamente con i dipinti esposti. La sala da pranzo ospita in tutto trentadue dipinti, formati da due ritratti, due interni e ventotto paesaggi. Sono opere che appartengono alla sua prima fase realista, influenzata da Martí Alsina, in cui però si percepisce una certa evoluzione, un'atmosfera romantica che ricorda l'opera di Modest Urgell. Di tutte le opere, solo quattro sono firmate e datate, concretamente all'anno 1879, il che corrobora l'ipotesi che siano state realizzate prima della costruzione della casa; una è solo firmata. Tutti i dipinti sono a olio su tela.
I dipinti conservati nella sala da pranzo di Casa Vicens sono (in ordine dall'alto verso il basso e da sinistra a destra).:
- Parete sud-ovest:
  - Paesaggio, c. 1870-1888
  - Paesaggio, c. 1870-1888
  - Paesaggio, c. 1870-1888
  - Paesaggio, c. 1870-1888
  - Paesaggio, c. 1870-1888
  - Paesaggio, c. 1870-1888
  - Roda de Ter, c. 1870-1888
  - Paesaggio, c. 1870-1888
- Parete nord-ovest:
  - Marina, c. 1870-1888 (firmato)
  - Villaggio, c. 1870-1888
  - Ritratto maschile, c. 1870-1888
  - Villaggio, c. 1870-1888
  - Fienile, c. 1870-1888
  - Marina, 187(4?) (firmato e datato, difficile da leggere)
- Parete nord-est:
  - Scena doganale, c. 1870-1888
  - Marina, c. 1870-1888
  - Marina, c. 1870-1888
  - Strada di un villaggio, c. 1870-1888
  - Veduta di un villaggio, 1879 (firmato e datato)
  - Árboles, c. 1870-1888
  - Interno, 1879 (firmato e datato)
  - Alberi, c. 1870- 1888
  - Paesaggio, 1879 (firmato e datato)
  - Strada di un villaggio, c. 1870- 1888
  - Paesaggio, c. 1870-1888
  - Paesaggio, c. 1870-1888
- Parete sud-est:
  - Marina, c. 1870-1888
  - Paesaggio, c. 1870-1888
  - Giardino, c. 1870-1888
  - Paesaggio, c. 1870-1888
  - Ritratto sconosciuto, c. 1870-1888
  - Paesaggio, c. 1870-1888

### Annotazioni
1. ↑  In numerose fonti bibliografiche si afferma erroneamente che Vicens era fabbricante di piastrelle. Tuttavia, grazie alla documentazione conservata sulla sua persona, si è scoperto che era intermediario di borsa.
2. ↑  Agustí Baró, cambiavalute reale, morì senza discendenza. Manuel Vicens, che aveva lavorato come suo impiegato, si era sposato in prime nozze con una sua nipote, Manuela Baró i Cunill, che poco dopo però morì lasciandolo vedovo. A sua volta, una sorella di Manuel, Rosa, si sposò con Joan Baró i Cunill, fratello di Manuela. Per questo motivo, Baró trasmise la sua fortuna alla madre dei due, stabilendo una clausola affinché questa potesse lasciare testamento solo a favore dei suoi figli.
3. ↑  Firmate da Gaudí il 15 gennaio 1883, le planimetrie furono presentate il 20 gennaio e ottennero l'approvazione dell'architetto municipale di Gràcia, Miquel Pascual Tintorer, il 26 febbraio 1883. Infine, il 1º marzo furono approvate dalla riunione del Comune di Gràcia. Gaudí presentò quattro planimetrie: uno di ubicazione, in scala 1:100; uno del pianterreno, in scala 1:50; una sezione della facciata sulla strada, in scala 1:50; e una planimetria della facciata sud-est, in scala 1:50. Più tardi, il 1º settembre, fu presentata la planimetria relativa alla cascata, che fu approvata l'8 dello stesso mese. Presentava piano, prospetto e sezione, in scala 1:50.
4. ↑  Alcune fonti indicano il 1888 come anno di finalizzazione, ma non esistono documenti che lo corroborino. Tuttavia, uno dei primi biografi di Gaudí, Josep Francesc Ràfols, che era suo discepolo e conobbe bene l'architetto, afferma nella sua opera Antoni Gaudí (1928) che la costruzione dell'edificio durò due anni.
5. ↑  Altre fonti indicano una superficie di 983 m².
6. ↑  Nel 1976, in occasione del cinquantesimo anniversario della morte di Gaudì, fu progettato di ricostruire questa cascata a Reus, luogo natale dell'architetto, ma il progetto fallì.

### Fonti
1. ↑  Bassegoda Nonell, 2002.
2. ↑  Bassegoda Nonell, 1989.
3. ↑  Bassegoda Nonell, 1989.
4. ↑  Bassegoda Nonell, 2002.
5. ↑  Van Hensbergen, 2002.
6. ↑  Tarragona i Clarasó, 2016.
7. 1 2 3  Regàs, 2009.
8. 1 2 3 4 5 6  Crippa, 2007.
9. ↑  Van Hensbergen, 2002.
10. ↑  (ES) ¿Quién era el señor Vicens?, su casavicens.org. URL consultato il 3 giugno 2021.
11. ↑  Caruncho, 2019.
12. ↑  (ES) Casa Vicens adquiere el armario rinconero que Gaudí realizó para la casa de Alella de la familia Vicens, su casavicens.org. URL consultato il 10 luglio 2023.
13. ↑  Bassegoda Nonell, 1989.
14. ↑  Enciclopèdia de Barcelona 3. Gràcia / Petritxol, 2006.
15. ↑  (CA) Carolines, carrer de les, su w10.bcn.cat. URL consultato il 30 maggio 2021.
16. ↑  Gueilburt, 2003.
17. ↑  Estévez, 2011.
18. ↑  Caruncho, 2019.
19. 1 2 3  Bassegoda Nonell, 1989.
20. 1 2  Giralt-Miracle, 2012.
21. ↑  Caruncho, 2019.
22. ↑  (CA) Daniel Ribas Muns e Guillem Pacheco Gómez, La Casa Vicens d'Antoni Gaudí, su upcommons.upc.edu,  p. Memoria 2/3, p. 4. URL consultato il 17 giugno 2021.
23. 1 2 3  Bassegoda Nonell, 1989.
24. 1 2 3 4  Bassegoda Nonell, 1989.
25. ↑  Crippa, 2007.
26. 1 2 3  Bassegoda Nonell, 1989.
27. 1 2  Regàs, 2009.
28. ↑  (CA) Daniel Ribas Muns e Guillem Pacheco Gómez, La Casa Vicens d'Antoni Gaudí, su upcommons.upc.edu,  p. Memoria 2/3, p. 10. URL consultato il 17 giugno 2021.
29. ↑  (ES) Los misterios del agua en la obra de Gaudí (II), su casavicens.org. URL consultato il 3 giugno 2021.
30. 1 2  (CA) Daniel Ribas Muns e Guillem Pacheco Gómez, La Casa Vicens d'Antoni Gaudí, su upcommons.upc.edu,  p. Memoria 2/3, p. 11. URL consultato il 17 giugno 2021.
31. ↑  (CA) Daniel Ribas Muns e Guillem Pacheco Gómez, La Casa Vicens d'Antoni Gaudí, su upcommons.upc.edu,  p. Memoria 2/3, p. 9. URL consultato il 17 giugno 2021.
32. ↑  Gueilburt, García Vergara.
33. ↑  (ES) Santa Rita a Casa Vicens, su casavicens.org. URL consultato il 2 giugno 2021.
34. ↑  Gueilburt, 2003.
35. 1 2  (CA) Antonio Jover i Puig, su galeriametges.cat. URL consultato il 28 maggio 2021.
36. ↑  (CA) Daniel Ribas Muns e Guillem Pacheco Gómez, La Casa Vicens d'Antoni Gaudí, su upcommons.upc.edu,  p. Memoria 2/3, p. 12. URL consultato il 17 giugno 2021.
37. ↑  (CA) Daniel Ribas Muns e Guillem Pacheco Gómez, La Casa Vicens d'Antoni Gaudí, su upcommons.upc.edu,  p. Memoria 3/3, p. 13. URL consultato il 6 giugno 2021.
38. ↑  Bassegoda Nonell, 1989.
39. ↑  Caruncho, 2019.
40. ↑  Regàs, 2009.
41. ↑  (ES) Joan Baptista Serra de Martínez, su dbe.rah.es. URL consultato il 28 maggio 2021.
42. 1 2 3  Regàs, 2009.
43. ↑  Regàs, 2009.
44. ↑  (ES) Dosier Prensa Casa Vicens, su dropbox.com,  p. 5. URL consultato il 9 giugno 2021.
45. ↑  (ES) La fuente de Casa Vicens vuelve a brotar agua, su casavicens.org. URL consultato il 3 giugno 2021.
46. ↑  Regàs, 2009.
47. ↑  (CA) Daniel Ribas Muns e Guillem Pacheco Gómez, La Casa Vicens d'Antoni Gaudí, su upcommons.upc.edu,  p. Memoria 2/3, p. 6. URL consultato il 17 giugno 2021.
48. 1 2  (CA) Daniel Ribas Muns e Guillem Pacheco Gómez, La Casa Vicens d'Antoni Gaudí, su upcommons.upc.edu,  p. Memoria 2/3, p. 15. URL consultato il 17 giugno 2021.
49. ↑  Bassegoda Nonell, 1989.
50. ↑  Regàs, 2009.
51. 1 2  (ES) Dosier Prensa Casa Vicens, su dropbox.com,  p. 11. URL consultato il 9 giugno 2021.
52. ↑  Gueilburt, 2003.
53. ↑  (CA) Daniel Ribas Muns e Guillem Pacheco Gómez, La Casa Vicens d'Antoni Gaudí, su upcommons.upc.edu,  p. Memoria 3/3, p. 12. URL consultato il 6 giugno 2021.
54. ↑  Bassegoda Nonell, 1989.
55. ↑  (ES) Dosier Prensa Casa Vicens, su dropbox.com,  p. 12. URL consultato il 9 giugno 2021.
56. ↑  (CA) Daniel Ribas Muns e Guillem Pacheco Gómez, La Casa Vicens d'Antoni Gaudí, su upcommons.upc.edu,  p. Memoria 2/3, p. 16. URL consultato il 17 giugno 2021.
57. ↑  (ES) Casa Vicens, su sites.google.com. URL consultato il 6 giugno 2021 (archiviato dall'url originale il 20 novembre 2020).
58. ↑  (CA) Daniel Ribas Muns e Guillem Pacheco Gómez, La Casa Vicens d'Antoni Gaudí, su upcommons.upc.edu,  p. Memoria 3/3, p. 16. URL consultato il 6 giugno 2021.
59. ↑  (ES) Boletín Oficial del Estado: miércoles 20 de agosto de 1969, Núm. 199 (PDF), su boe.es. URL consultato il 1º giugno 2021.
60. ↑  (ES) Dosier Prensa Casa Vicens, su dropbox.com,  p. 12. URL consultato il 9 giugno 2021.
61. ↑  (ES) Obras de Antoni Gaudí, su whc.unesco.org. URL consultato il 1º giugno 2021.
62. ↑  (ES) Teresa Sesé, La casa Vicens de Barcelona se abrirá al público, su elfenomenogaudi.blogspot.com.es. URL consultato il 31 gennaio 2014.
63. ↑  (ES) Adrián Lorenzo, La Casa Vicens abre por primera vez al público, su viajar.elperiodico.com. URL consultato il 29 novembre 2017.
64. 1 2 3 4 5 6  (ES) La casa, su casavicens.org. URL consultato il 3 giugno 2021.
65. ↑   Dosier Prensa Casa Vicens, su dropbox.com,  p. 15. URL consultato il 9 giugno 2021.
66. ↑  (ES) La adecuación al nuevo uso cultural de la Casa Vicens, su casavicens.org. URL consultato il 20 giugno 2021.
67. ↑  (ES) La restauración de las pinturas de Francesc Torrescassana de la Casa Vicens, su casavicens.org. URL consultato il 20 giugno 2021.
68. ↑  (ES) La restauración de la cerámica de la Casa Vicens, su casavicens.org. URL consultato il 20 giugno 2021.
69. ↑  (ES) La restauración de las lámparas, su casavicens.org. URL consultato il 20 giugno 2021.
70. ↑  (ES) Las tareas de restauración de la Casa Vicens, finalistas a los premios FAD 2018, su casavicens.org. URL consultato il 20 giugno 2021.
71. ↑  (ES) Gisela Macedo, Resucitada una de las primeras obras de Gaudí, su elperiodico.com. URL consultato il 22 marzo 2019.
72. ↑  Regàs, 2009.
73. ↑  Antoni Gaudí (1852-1926), 1986.
74. ↑  Estévez, 2011.
75. ↑  Caruncho, 2019.
76. ↑  Van Hensbergen, 2002.
77. ↑  Crippa, 2007.
78. ↑  Caruncho, 2019.
79. ↑  (CA) Daniel Ribas Muns e Guillem Pacheco Gómez, La Casa Vicens d'Antoni Gaudí, su upcommons.upc.edu,  p. Memoria 1/3, p. 28. URL consultato il 17 giugno 2021.
80. 1 2  Caruncho, 2019.
81. ↑  Caruncho, 2019.
82. ↑  Caruncho, 2019.
83. ↑  Caruncho, 2019.
84. ↑  Caruncho, 2019.
85. ↑  Caruncho, 2019.
86. ↑  Caruncho, 2019.
87. ↑  Caruncho, 2019.
88. ↑  Caruncho, 2019.
89. ↑  Caruncho, 2019.
90. ↑  Regàs, 2009.
91. ↑  Caruncho, 2019.
92. ↑  Caruncho, 2019.
93. ↑  Caruncho, 2019.
94. ↑  Caruncho, 2019.
95. ↑  Bassegoda Nonell, 2002.
96. ↑  Caruncho, 2019.
97. ↑  Bassegoda Nonell, 1984.
98. ↑  Caruncho, 2019.
99. ↑  Bergós Massó, 1974.
100. ↑  Caruncho, 2019.
101. 1 2  Bassegoda Nonell, 1984.
102. ↑  (ES) Dosier Prensa Casa Vicens, su dropbox.com,  p. 16. URL consultato il 9 giugno 2021.
103. ↑  Van Hensbergen, 2002.
104. ↑  Caruncho, 2019.
105. ↑  Caruncho, 2019.
106. ↑  Bassegoda Nonell, 1984.
107. ↑  Caruncho, 2019.
108. ↑  Caruncho, 2019.
109. ↑  Caruncho, 2019.
110. ↑  (CA) Francesc Torrescassana i Sallarés (XML), in Gran Enciclopèdia Catalana on line, Enciclopèdia Catalana.
111. ↑  (CA) Mar Cunill Soler, Francesc Torrescassana Sallarés (1845-1918) (PDF), su ddd.uab.cat,  pp. 40-41. URL consultato il 1º giugno 2021.
112. ↑  (CA) Mar Cunill Soler, Francesc Torrescassana Sallarés (1845-1918) (PDF), su ddd.uab.cat,  pp. 85-101. URL consultato il 1º giugno 2021.